# Ferme générale
La Ferme générale est la jouissance d'une partie des revenus du roi de France, consentie par ce dernier, sous certaines conditions, à un adjudicataire dont les cautions forment la Compagnie des fermiers généraux, en l'occurrence une « union de plusieurs personnes qui s'associent pour entrer dans  les affaires du Roi ». Créée par Louis XIV, à l'initiative de Colbert en 1680, l'institution avait pour vocation de prendre en charge la recette des impôts indirects, droits de douane, droits d'enregistrement et produits domaniaux.
Par extension, la Ferme générale est le corps de financiers qui prend à ferme les revenus du roi ; ils ne sont donc pas de simples banquiers, mais également des gestionnaires de l'impôt.
La Ferme n'assura pleinement l'ensemble de ces fonctions qu'entre 1726 et 1780. Les dirigeants et actionnaires de cette compagnie financière chargée du recouvrement de l'impôt sont appelés les « fermiers généraux ».
On connaît la Ferme générale comme institution, mais certains aspects de son histoire politique restent méconnus.
Elle disparaît de facto par la résiliation du bail Mager par décret du 20 mars 1791 et par l'épisode du procès des fermiers généraux (1794).

## Les origines de la Ferme

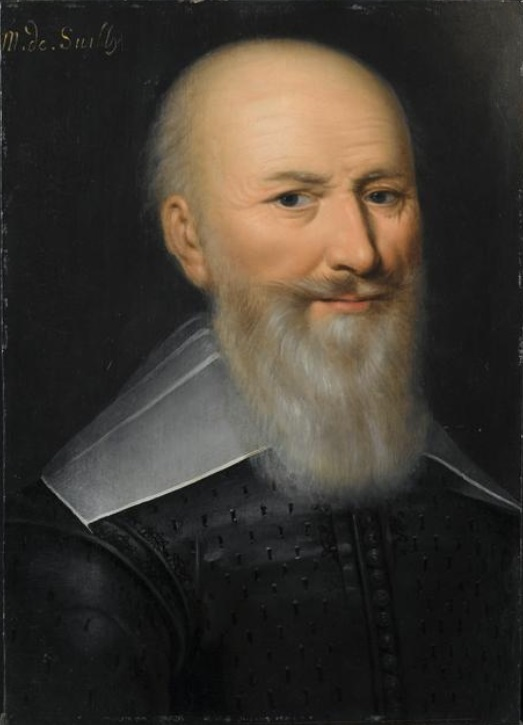
Maximilien de Béthune, duc de Sully (1559-1641).

L'affermage trouve son origine dans la Ferme des prévôts.
On adjugeait déjà, sous Philippe Auguste, à une personne, pour un temps déterminé et pour une certaine somme le droit de percevoir tous les revenus de la couronne de la prévôté et l'adjudicataire, pour le temps du bail, était nommé prévôt.
Les Fermes furent, à l'origine, très morcelées. Chaque nature de revenus ou de taxes faisait l'objet d'un bail particulier par province et plus fréquemment par bailliage et même prévôté. Ce morcellement ne permettait pas au concédant d'avoir une exacte appréciation de la valeur des revenus qu'il concédait. Concédés le plus souvent pour des prix dérisoires, les baux généraient des bénéfices énormes. Le plus souvent rétrocédés à des sous-fermiers, pour des prix largement supérieurs, ils conduisaient ces derniers à une application intransigeante et souvent excessive des tarifs.
À partir de 1598, Sully s'attache à regrouper les Fermes. Il n'aboutira à un bail unique qu'au 1er octobre 1604. Le nouvel acquéreur, Charles du Ham, se fit adjuger le bail pour 5 années au prix annuel de 670 000 livres. Par comparaison la somme des baux de l'année 1605 représentait à peine plus de 100 000 livres. En 1607, il promulgue un Règlement Général sur les traites pour tenter d'harmoniser les procédures.
Dans le même temps, il cherche à constituer l'ensemble du royaume en un unique territoire douanier et somme, mais sans succès, les provinces « réputées étrangères » de se réunir aux « Cinq Grosses Fermes ».

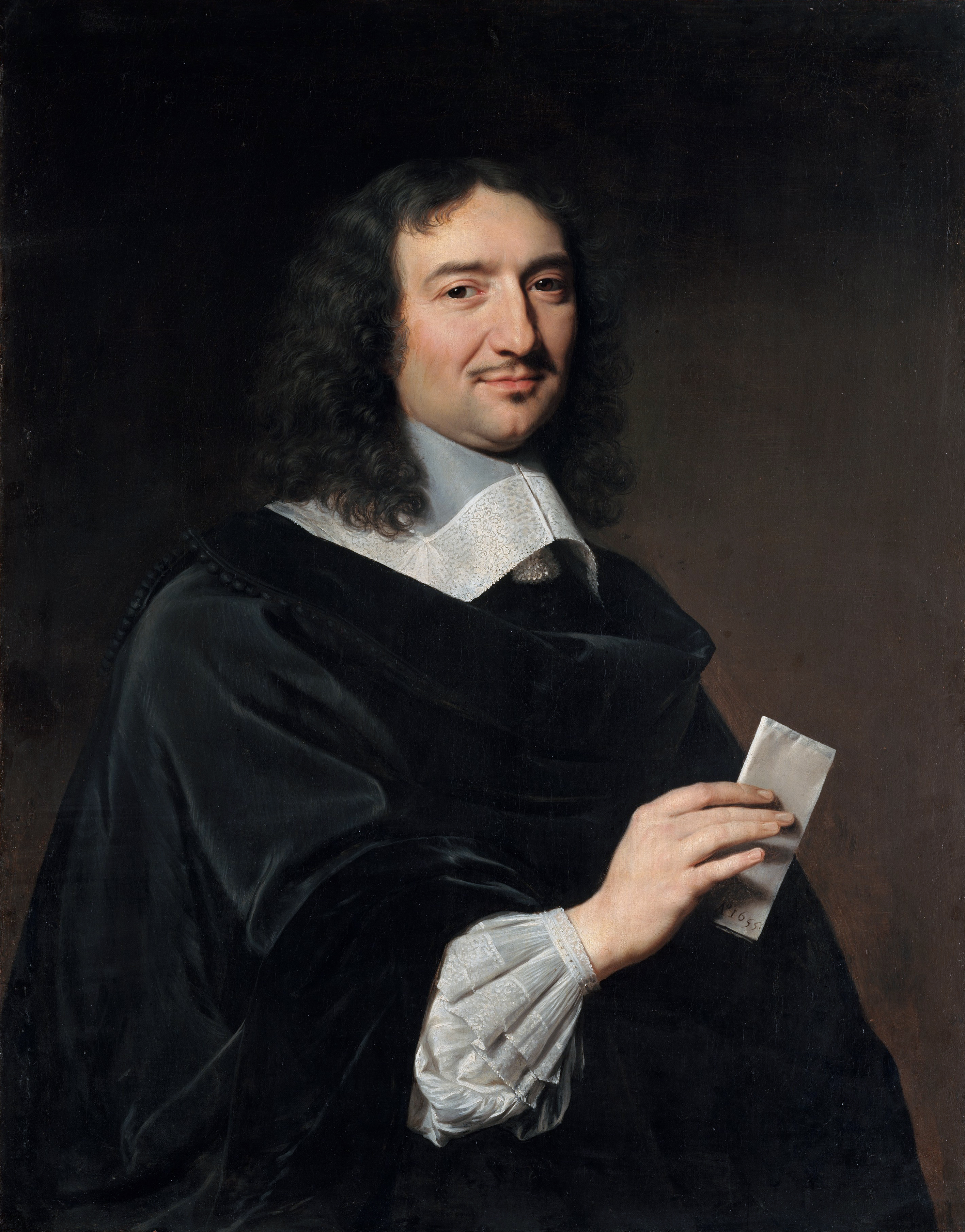
Jean Baptiste Colbert en 1666.

Les bases de la Ferme unique avaient été jetées par une série de textes pris à l’initiative de Colbert avec l'ordonnance de Louis XIV donnée en mai 1680, de juin 1680, l'ordonnance donnée à Versailles en juillet 1681 et le règlement du 25 juillet 1681. Cette série de textes se clôture par l'ordonnance de février 1687 sur le fait des cinq grosses Fermes. Pour autant, ces dispositions d'une grande précision ne seront jamais totalement mises en œuvre en raison des difficultés récurrentes du Trésor Royal et des expédients de Louis XIV pour trouver des ressources immédiates, qui débouchèrent sur une période confuse jusqu'à la fin du règne.
Pourtant, Colbert faisait preuve déjà d'une grande méfiance à l'égard de la Ferme. S'il ne conteste pas la nécessité des financiers et gens d’affaires, dans son Testament Politique, il attire l'attention du roi « dans ces sortes de traité, il est nécessaire que celui sur qui votre majesté se repose de ses finances se défie de la bonne foi de la Compagnie qui s'en chargera. Il lui serait difficile, s'il ne prenait toutes ses précautions qu'il ne fût trompé bien souvent dans l'état de comptes qu'elle lui fournirait : on grossit adroitement les objets ou on les diminue, selon qu'on y trouve son avantage » et plus loin « Un Intendant des Finances, qui en a la direction, se peut entendre aussi avec les traitants, pour partager le gâteau au préjudice de V. M. Afin d’empêcher cet abus, il faut mettre dans la Compagnie un homme sur qui l'on puisse se fier ».
Ce constat est un aveu de l'impuissance du pouvoir royal à évaluer la valeur de ce qu'il amodie et à contrôler les résultats de la Ferme. Pour autant, Colbert semble accepter les risques et vouloir « bannir les forfaits où l'on ne compte point de l'excédent et de même que les prêts, car ce serait faire revenir le ministère de M. Fouquet et rouvrir la porte à tous les abus ».
Il propose même au roi, parce que « toute la France est défigurée depuis quelque temps [par] le luxe et la vanité », particulièrement des fermiers, de mettre en place un impôt, sur le port de l'or, l'argent, les étoffes de soie et les dentelles. Les conseils ne seront pas suivis, mais ils restent une vision prémonitoire des pratiques de l'abbé Terray, du climat de corruption et du luxe insolent de la fin du règne de Louis XV.

## La Ferme générale entre 1680 et 1780

### Les différents baux

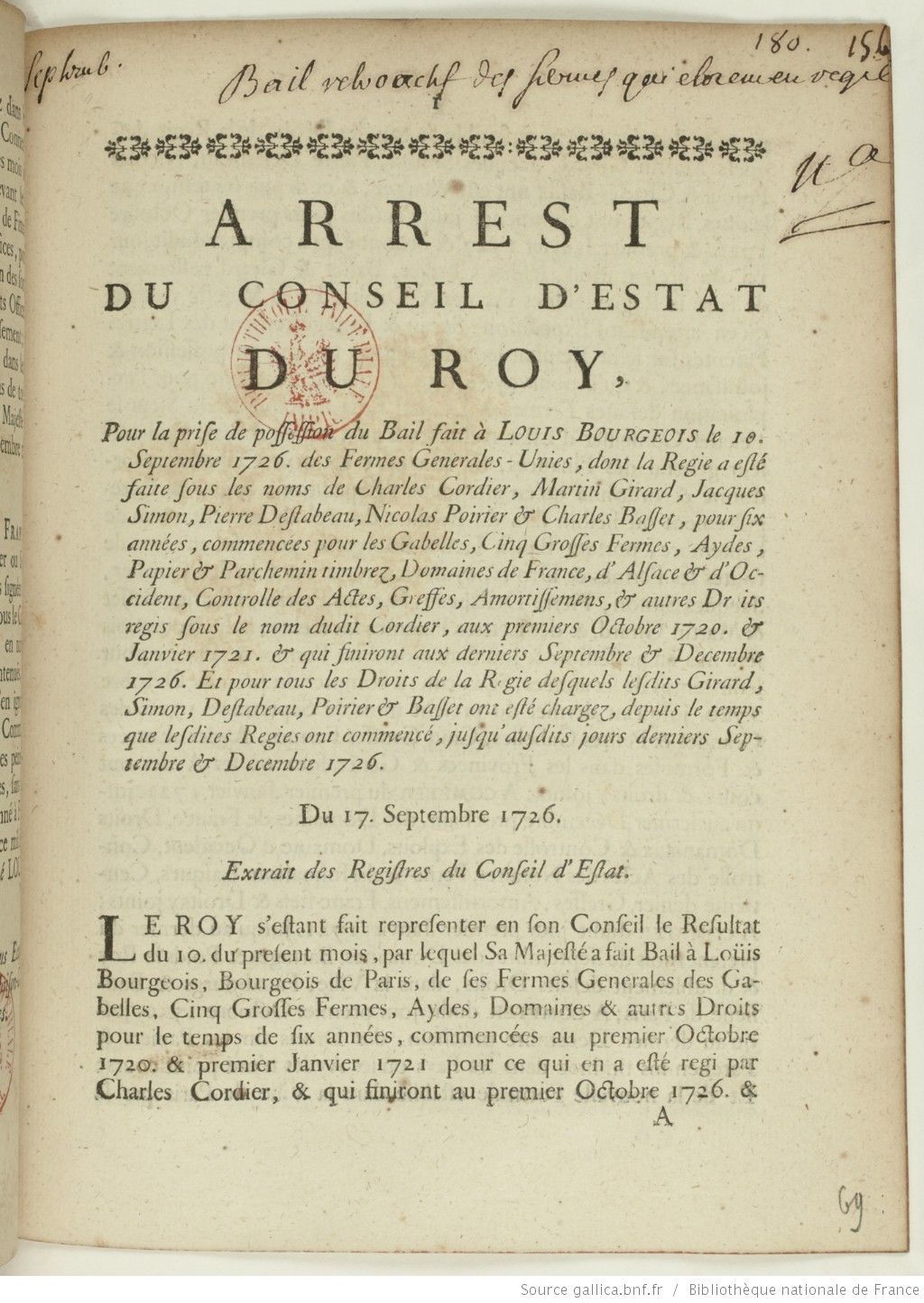
Prise de possession du Bail Bourgeois, dit bail des restes (10 septembre 1726).

Le bail est consenti à un fermier qui est un particulier au nom duquel le bail de la Ferme générale est passé et dont les Fermiers généraux sont cautions pendant la durée du bail. Le nom de cet adjudicataire est le seul qui figure sur l'arrêt du conseil par lequel les nouveaux fermiers généraux sont mis en possession des Fermes du roi. Cet arrêt est rendu le plus souvent un an ou six mois avant l'expiration du bail en cours. Il doit être revêtu de lettres patentes pour qu'il soit enregistré dans les cours souveraines et dans les juridictions auxquelles est attribuée la connaissance des litiges relatifs aux droits des Fermes. Tous les arrêts et jugements rendus sur les faits des Fermes ne font état que de l'adjudicataire. Les actes judiciaires de toute nature sont passés en son nom et signifié à son domicile élu soit à l’hôtel des Fermes à Paris, soit en province dans tous les bureaux de perception. Par ce nom on entend l'ensemble de ses cautions ; il est collectif pour désigner le corps de la Ferme générale ou la compagnie des fermiers généraux. L'adjudicataire est, généralement un homme de basse extraction, à titre d'exemple Girardin, adjudicataire en 1750, était le valet de chambre de Machault d'Arnouville. Il n'est en définitive qu'un prête-nom et reçoit pour ses services un traitement annuel de 4 000 livres. Il n'exerce aucune fonction dans les bureaux de la Ferme. En dernier lieu, l'adjudicataire percevait un traitement de 6 000 £ durant les six années du bail, puis un traitement de 300 £ les six années suivantes.
Le bail prévoit qu'aucune action ne pourra être intentée contre le fermier au-delà du délai de deux ans après son expiration. Les actions intentées en cours de bail ou dans le délai de 2 ans se prescrivent dans le délai de 10 ans, comme les actions entre particuliers, l'adjudicataire et ses cautions sont dès lors déchargés, 10 ans après l'expiration du bail, de la garde et de la représentation des registres, sauf instance en cours d’instruction.
Les fermiers généraux sont, à l'origine (bail Fauconnet) au nombre de 30, ils peuvent consentir des sous-fermes. Les sous-fermiers sont responsables devant eux. En 1756, lors de la constitution du bail Henriet, les sous-fermes furent interdites et le nombre d’administrateurs porté à 60.
Les modalités d'organisation des adjudications, déroulement des enchères, enregistrements des baux étaient très précisément réglées par le règlement du 25 juillet 1681, mais ces formalités tombèrent rapidement en désuétude. En fait, peu de personnes disposaient de la surface financière pour assumer la charge des baux, et dans la dernière année du bail en cours les fermiers en place négociaient avec le contrôleur général des finances les conditions d'un nouveau contrat sans qu'il soit besoin de formalités particulières.
Ce tableau des différents baux depuis 1680 est principalement issu d'un mémoire autographe de Lavoisier complété des éléments retiré de l'article fermier général du Répertoire Guyot. Il faut distinguer trois périodes distinctes, jusqu'en 1703 où la Ferme générale trouve son assise et développe ses activités, notamment en matière de tabac. Mais, à partir de 1691, les préoccupations du monarque ne sont plus dans l'organisation de la collecte de l'impôt, les rentrées de l'impôt et la situation financière du Trésor se dégradent. À partir de 1703 s'ouvre une période trouble qui fait suite aux difficultés rencontrées avec les conséquences des guerres de Louis XIV.
Entre 1703 et 1726, la situation est extrêmement confuse, les baux ne trouvent plus preneurs, certains doivent être transformés en régie. La banqueroute de Law (1720) et la faillite de la Compagnie des Indes rendent la gestion de l'impôt, même sous forme de régie, impossible.
La situation s'assainit enfin à partir de 1726 avec le bail Carlier.
| Période   | Nom                                            | Date adjudication                                                  | Date résiliation | Prix annuel 1re année | Montant total de chaque bail | Fonds d'avance (livres) | Nombre de fermiers |
| --------- | ---------------------------------------------- | ------------------------------------------------------------------ | ---------------- | --------------------- | ---------------------------- | ----------------------- | ------------------ |
| 1681-1687 | Bail Fauconnet                                 | 26 juillet 1681                                                    |                  | 56 670 000            | 384 744 000                  |                         |                    |
| 1687-1691 | Baux Domergue et Charrière                     | 18 mars 1687                                                       |                  | 63 000 000            | 378 000 000                  |                         |                    |
| 1691-1697 | Bail Pointeau                                  | 11 septembre 1691                                                  |                  | 61 000 000            | 315 316 583                  |                         |                    |
| 1697-1703 | Bail Templier                                  | 30 avril 1697                                                      |                  | 59 000 000            | 354 000 000                  |                         |                    |
| 1703-1707 | Bail Ferreau                                   | 18 août 1703 et 10 septembre 1707                                  |                  |                       |                              |                         |                    |
| 1707-1713 | Régie Isambert                                 | 4 septembre 1708 et renouvellement annuel                          |                  |                       |                              |                         |                    |
| 1713-1715 | Régie Nerville                                 | 29 août et 9 décembre 1713                                         |                  |                       |                              |                         |                    |
| 1715-1718 | Baux Bonnet et Manis                           | 25 juin et 5 octobre 1715                                          | 28 juin 1718     |                       |                              |                         |                    |
| 1718-1719 | Bail Lambert                                   | 28 juin 1718                                                       | 27 août 1719     |                       |                              |                         |                    |
| 1719-1720 | Bail Pillavoine                                | 23 septembre 1719                                                  | 5 septembre 1720 |                       |                              |                         |                    |
| 1721-1726 | Régie Cordier, Girard et Simon et autres       | 11 septembre 1721 renouvelé annuellement jusqu'au 1er octobre 1726 |                  |                       |                              |                         |                    |
| 1721-1726 | Bail rétroactif Bourgeois, dit Bail des Restes | 10 septembre 1726                                                  |                  | 70 000 000            | 461 000 000                  |                         |                    |
| 1726-1732 | Bail Carlier                                   | 20 août 1726                                                       |                  | 80 000 000            | 480 000 000                  | 8 000 000               | 40                 |
| 1732-1738 | Bail Desboves                                  | 9 septembre 1732                                                   |                  | 84 000 000            | 504 000 000                  | 8 000 000               | 40                 |
| 1738-1744 | Bail Forceville                                | 1er juillet 1738                                                   |                  | 91 083 000            | 546 498 000                  | 8 000 000               | 40                 |
| 1744-1750 | Bail La Rue                                    | 15 octobre 1743                                                    |                  | 92 000 000            | 552 000 000                  | 8 000 000               | 40                 |
| 1750-1756 | bail Girardin et Bocquillon                    | 28 octobre 1749 et 6 mars 1751                                     |                  | 102 765 000           | 616 590 000                  | 20 000 000              | 40                 |
| 1756-1762 | Bail Henriet                                   | 31 août 1756                                                       |                  | 110 000 000           | 660 000 000                  | 60 000 000              | 60                 |
| 1762-1768 | Bail Prévost                                   | 6 juillet 1762                                                     |                  | 124 000 000           | 744 000 000                  | 72 000 000              | 60                 |
| 1768-1774 | Bail Alaterre                                  | 24 novembre 1767                                                   |                  | 132 000 000           | 792 000 000                  | 92 000 000              | 60                 |
| 1774-1780 | Bail David                                     | 26 avril 1774                                                      |                  | 152 000 000           | 972 000 000                  | 92 000 000              | 60                 |
| 1780-1786 | Bail Salzard                                   | 5 juillet 1780                                                     |                  | 122 900 000           | 737 000 000                  | 63 960 000              | 41                 |
| 1787-1791 | Bail Mager                                     | 8 mars 1786                                                        |                  | 144 000 000           | 864 000 000                  | 68 840 000              | 44                 |

#### La période 1681-1703
Colbert est à l'origine du bail unique, mais à partir de 1681 son influence est moins grande dans les décisions du roi. Il meurt en 1683 et ses successeurs n'auront plus la même place dans la conduite des affaires du royaume. À partir de 1667, Louis XIV s'est engagé dans une suite sans fin de guerre qui ne sera entrecoupée que de courtes périodes de paix. L'homme d'influence est désormais Louvois. La réorganisation de l'armée, le coût des différentes campagnes vont mettre le royaume au bord de la banqueroute. C'est la Ferme qui contribuera à prévenir une telle perspective. À l'expiration des baux Domergue et Charrière, pendant lesquelles les rentrées fiscales avaient beaucoup souffert des conséquences de la Guerre de la Ligue d'Augsbourg, le Contrôleur Général des Finances, M. de Pontchartrain, convaincu que le seul moyen de rétablir la perception des droits et de s'assurer un crédit permanent, était de passer un seul bail de tous les droits que les deux compagnies avaient partagés entre 1687 et 1691, réunit les cautions des deux compagnies sous un seul bail consenti au nom de Pointeau. Ce bail se solda par plus de 50 millions de livres de pertes. Les fermiers avaient prévu cette situation et avaient, dès la signature, averti M. de Ponchartrain qu'ils ne pourraient en supporter le prix. Le Contrôleur Général consentit un bail aux conditions avantageuses et exigea néanmoins leur engagement en les assurant que le roi leur tiendrait compte des pertes subies. Cet engagement fut tenu et le déficit d'exploitation fut couvert par diverses ordonnances de comptant sur le Trésor Royal.
Mais pour faire face à l'exploitation, les fermiers durent à plusieurs reprises recourir à l'emprunt au cours du bail. Dans les faits ce bail fonctionna comme une Régie, le Roi assumant les risques à la différence des baux à Ferme. En fin de bail les fermiers touchèrent pour une gratification de 800 000 £ pour leurs peines et soins. C'est au cours de cette période que les règles d'administration de la Ferme se structurent, sur le plan de l'organisation des services centraux, des tournées de vérifications et la tenue de la comptabilité.
En 1697, avec les mêmes cautions, un nouveau bail fut passé au nom de Thomas Templier, au prix de 59 millions de livres par année en temps de guerre. Il comportait une clause particulière, en cas de retour de la paix : le bail ne devait pas subir de modifications quand bien même les augmentions d’impôts décidées en 1680 et 1681, notamment sur les papiers timbrés et le sel, cesseraient d'être perçues six mois après la signature de la Paix.
Ce bail connut des fortunes diverses. Quatre années de paix, deux de guerre avec la Guerre de succession d'Espagne en 1701. Les tabacs sont retirés de la Ferme et affermés séparément moyennant 1 500 000 £, le roi multiplie les créations d'offices particuliers en matière d'Aides et de Domaines, la sous régie consentie par les fermiers généraux ne peut plus faire face à ses engagements. Les cautions du bail Templier sont obligés de la mettre en surséance à hauteur de 2 400 000 £, l'augmentation des droits, notamment sur le sel, entraîna une chute considérable de la consommation ; à l'inverse, les droits sur les passeports et le droit de fret remis aux Hollandais affermé 1 600 000 £ en rapportèrent plus de 3 500 000 £. En fin de bail, les fermiers reçurent à titre de gratification une somme globale de 2 millions de livres. Ils décidèrent qu'elle serait partagée, avec les autres bénéfices, entre toutes les cautions, leurs veuves ou héritier à proportion de part contributive et par part égale sur chaque année du bail.
Cette mesure devient la règle et sera appliquée jusqu'en 1780.

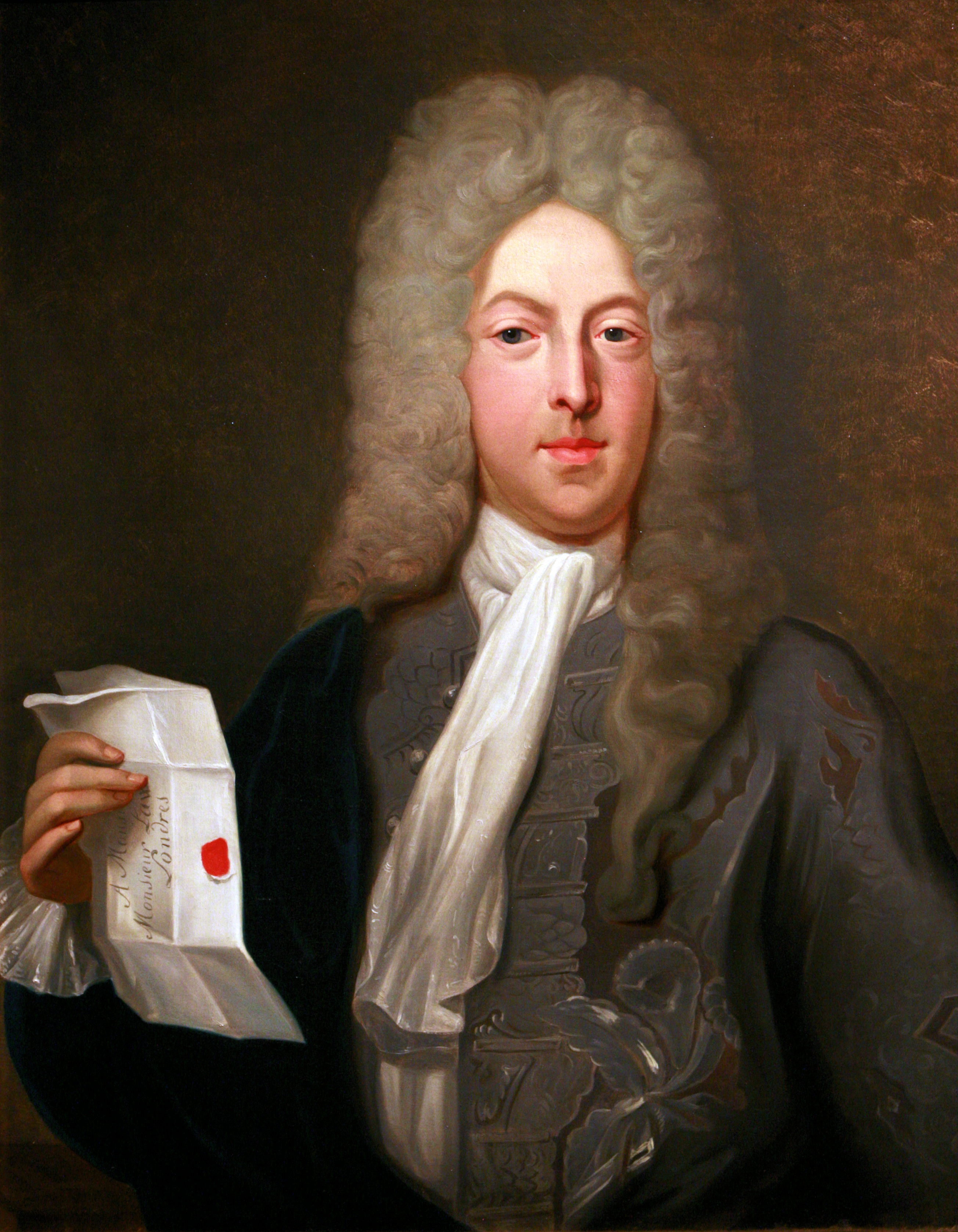
Portait de John Law (1671-1729), banquier et économiste écossais. Lorient, musée de la Compagnie des Indes.

#### 1703-1726: le désordre dans le recouvrement de l'impôt
À partir de 1703 s'ouvre une période de grande confusion. Sur les dernières années du règne de Louis XIV, les difficultés financières du Trésor royal sont endémiques. Pour y faire face, le monarque multiplie la création d'offices qui ne trouvent pas preneurs, résilie les baux en cours pour aliéner les droits dans certaines généralités, pour une période de 10 ans, parfois à perpétuité. Dans un tel contexte les baux de la Ferme générale ne trouvent plus preneurs et dans les faits le bail Ferreau fonctionnera comme une régie. C'est ce dispositif qui sera mis en œuvre pour les gestions d'Isambert et Nerville. Sur le plan de l'impôt le règne de Louis XIV s’achève sur une situation particulièrement dégradée. En septembre 1715, l'État est au bord de la cessation de paiements, avec une dette accumulée de plus de 2,5 milliards de livres.
Les baux suivants de 1714 à 1720 ne sont en fait que des régies, ils seront tous résiliés avant leur terme normal. Après la faillite du Système de Law, fin 1720, le bail Pillavoine fut résilié. Il avait été consenti sous la caution de la Compagnie perpétuelle des Indes, que John Law avait entraînée dans sa chute. Entre 1721 et 1726, le recouvrement est éclaté entre plusieurs régies, dont les compétences varient tout au long de la période et dont il s'avéra au moment de la passation du bail Carlier impossible d'arrêter les comptes.
Le Contrôleur général Michel Robert Le Peletier des Forts prit alors la décision, unique dans l'histoire de la Ferme, de réunir toutes ces régies sous un seul bail rétroactif, dit Bail des Restes, qui fut consenti le 10 septembre 1726 à Louis Bourgeois pour un prix total de 461 000 000 pour la période du 1er octobre 1720 au 1er octobre 1726. Le Bail des Restes laissa aux fermiers un bénéfice de plus de 6 millions selon les indications de Lavoisier
L'organisation de la Compagnie évolue peu au cours de cette période. Le seul changement d'importance est celui qui fut fait par la Compagnie perpétuelle des Indes, par sa délibération du 15 juin 1720, dans l’ordre de la comptabilité des provinces. À une centralisation par direction fut substituée une centralisation nationale pour chaque catégorie de droits. Des bureaux spécialisés furent créés à l’Hôtel des Fermes où chaque comptable envoyait, à la fin de chaque année, ses comptes et l'ensemble des pièces justificatives. Cette procédure permettait tout à la fois d'accélérer les opérations de centralisation et d'en sécuriser le contenu. À partir des différentes centralisations, il était établi une carte des produits nets qui était utilisée pour la détermination des prix des baux suivants. Ce dispositif a été mis en œuvre jusqu'à la fin de la Ferme Générale.

#### 1726-1780: La Ferme retrouve l'intégralité de ses compétences
Entre 1726 et 1780, la Ferme connait une évolution essentielle dans ses missions.
Jusqu'en 1756, elle est avant tout une compagnie financière qui gère l'organisation, après cette date elle devient un rouage essentiel dans la gestion des besoins financiers du trésor royal. Les avances au trésor sont en moyenne de 8 millions par an et le fonds que constituent les fermiers est un fonds de roulement pour faire face aux premières dépenses.
À partir de 1756, le fonds que constituent les fermiers est essentiellement constitué par les avances consenties au trésor royal. Avances qu'il ne pourra rembourser et qui passeront de 60 millions en 1756 à 93,6 millions en 1774.

##### 1726-1756: La Ferme gestionnaire de l'impôt et des monopoles
Le prix du bail Carlier fut porté à 80 millions, hors les produits du tabac. C'est une évolution significative, les produits de même nature n'avaient jamais produit plus de 52 millions et étaient même tombés à 47 à la fin du règne de Louis XIV. Les fermiers de cette période sous affermaient les Aides et les Domaines et constituaient un fonds de roulement pour faire face aux frais de fonctionnement en attendant les premières rentrées. « Ainsi le fonds d'avance du bail de Boquillon était de 26 millions, le quartier d'avance fourni par les sous-fermiers des aides et domaines montait à 7,883,000, en sorte que le fonds total mis en caisse était de 33,883,000, sur laquelle somme il devait être porté au Trésor royal, à titre de cautionnement du prix du bail, celle de 8 millions : il restait en caisse, pour les services et les besoins, 25,883,000 livres » pour faire face, dans de meilleures conditions, à leurs besoins de trésorerie, les fermiers recourent, dans des limites raisonnables, à l'emprunt par des billets à l'ordre du Receveur Général des Fermes.
Cette période se caractérise par une progression rapide des droits. En 1748 un prélèvement de 10 % fut mis en place sur les bénéfices des fermiers généraux.

##### 1756-1780: Un rôle de gestionnaire, mais aussi de préteur du trésor royal
En 1755, la France entre dans la Guerre de Sept ans, les besoins du trésor pour la soutenir sont très importants, il n'est pas envisageable de les couvrir intégralement par l'impôt. Le rôle de la Ferme change alors de dimension, elle n'est plus seulement gestionnaire de l'organisation des Fermes, elle devient l'organisme préteur du trésor royal. Les négociations pour le nouveau bail conduites par M. de Séchelle, Contrôleur Général des Finances aboutissent à une construction radicalement différente:

###### Bail Henriet (1756)
- Le nombre des fermiers est porté à 60
- L'avance faite au trésor est porté de 8 à 60 millions
- L'avance est remboursable par tranche de 6 millions annuels sur la durée du bail, le solde en fin de bail
- Les sous-affermages sont désormais interdits

Ces clauses fragilisent grandement la Ferme. Les fermiers avaient constitué un fonds de 60 millions par un apport individuel d'un million qui fut versé intégralement au trésor. La suppression du sous affermage les privait en outre du quartier d'avance (environ 8 millions) fourni par les sous-fermiers des Aides et du Domaine. Ils n'ont dès lors plus de fonds de roulement et durent recourir à l'emprunt à hauteur de 60 millions en 1756. Ils comptaient en réduire l'importance avec les remboursements annuels du trésor, mais celui-ci ne put faire face à ses engagements.
Le moindre aléa dans la gestion ne pouvait qu’entraîner une banqueroute générale. Aussi, un arrêt du 21 novembre 1759 ordonna la suspension du paiement des billets de la Ferme et leur réinscription sur les recettes générales des finances.
Cela étant les produits restèrent soutenus et la gestion laissa un bénéfice de 240 000 livres à chaque fermier général soit un bénéfice total de 14,4 millions de livres. Il aurait été supérieur en l'absence des opérations d'emprunts imposées par le gouvernement et de l'augmentation de 4 sols par livre du prix du tabac.

###### Bail Prévost (1762)
Le bail Prévost se déroule dans les mêmes conditions et les mêmes défaillances du trésor. Mais les recettes restent soutenues et la Ferme prend des dispositions pour accélérer le recouvrement afin de diminuer le volume de ses emprunts. En définitive, selon Lavoisier, ce bail a donné un bénéfice de 332 000 livres à chaque fermier général, soit un bénéfice total de près de 20 millions de livres.

###### Bail Alaterre (1768)
Pour autant, le bail Alaterre n'est porté qu'à 132 millions, soit une augmentation de 12 millions. Mais le Trésor exigeait une avance de 92 millions. Les fermiers consentirent à cette nouvelle exigence et constituèrent un fonds d'avance de 93,6 millions de livres, se décomposant en 72 millions d'avances dans le bail Prévost (les cautions des deux baux étaient les mêmes), de 20 millions versés au trésor dont ils devaient être remboursés par fractions égales sur chacune des six années du bail.
Fragilisée par la suspension des paiements de ses billets en 1759, la Ferme ne put faire face à ses engagements et, en février 1770, il fallut ordonner la suspension indéfinie du paiement des billets des Fermes. Cette mesure fut modifiée en novembre suivant par un remboursement annuel par tirage au sort dans la limite de 3,6 millions de livres.
Les produits restèrent soutenus sur la période ; mais diverses mesures prises par le pouvoir royal avaient grandement diminué les profits des fermiers. En 1770, pour faire face à la crise financière, l'abbé Terray avait en effet porté le prélèvement du dixième à 30 % avec effet rétroactif à la première année du bail. Lavoisier ne donne pas de chiffres mais, à partir de ses précisions, on peut évaluer le bénéfice de chaque fermier entre 170 000 et 260 000 livres.

###### Bail David (1774)
C'est une Ferme lourdement endettée que celle issue du bail David. Le remboursement des billets à ordre antérieurs représente une charge, sur les 6 années du bail de 21,6 millions de livres. L'abbé Terray impose par ailleurs des conditions très dures pour le nouveau bail. Il est amputé des droits de greffes, des revenus fixes du domaine de la couronne et de diverses catégories d'aides représentant un montant de l'ordre de 8 millions de livres, néanmoins le prix annuel du bail est fixé à 152 million en augmentation de 20 millions sur le précédent. Les fermiers constituèrent un fonds de 93,6 millions, soit 1 560 000 livres par part. Le bail du 2 janvier 1774 a enfin été modifié par un arrêté du 20 du même mois imposant aux fermiers un partage des bénéfices calculé après imputation de tous les frais y compris les intérêts que se versaient les fermiers sur leur cautionnement :
- 50 % sur les 4 premiers millions
- 40 % entre 4 et 8 millions
- 30 % de 8 à 12 millions
- 20 % au-delà de 12 millions.

Ce partage des bénéfices avait pour contrepartie l’abandon du prélèvement du 10e. Cette transformation, imposée par le Contrôleur Général après la signature du bail, sera cependant l'un des chefs d'accusation du procès des fermiers généraux.

## La Ferme après 1780

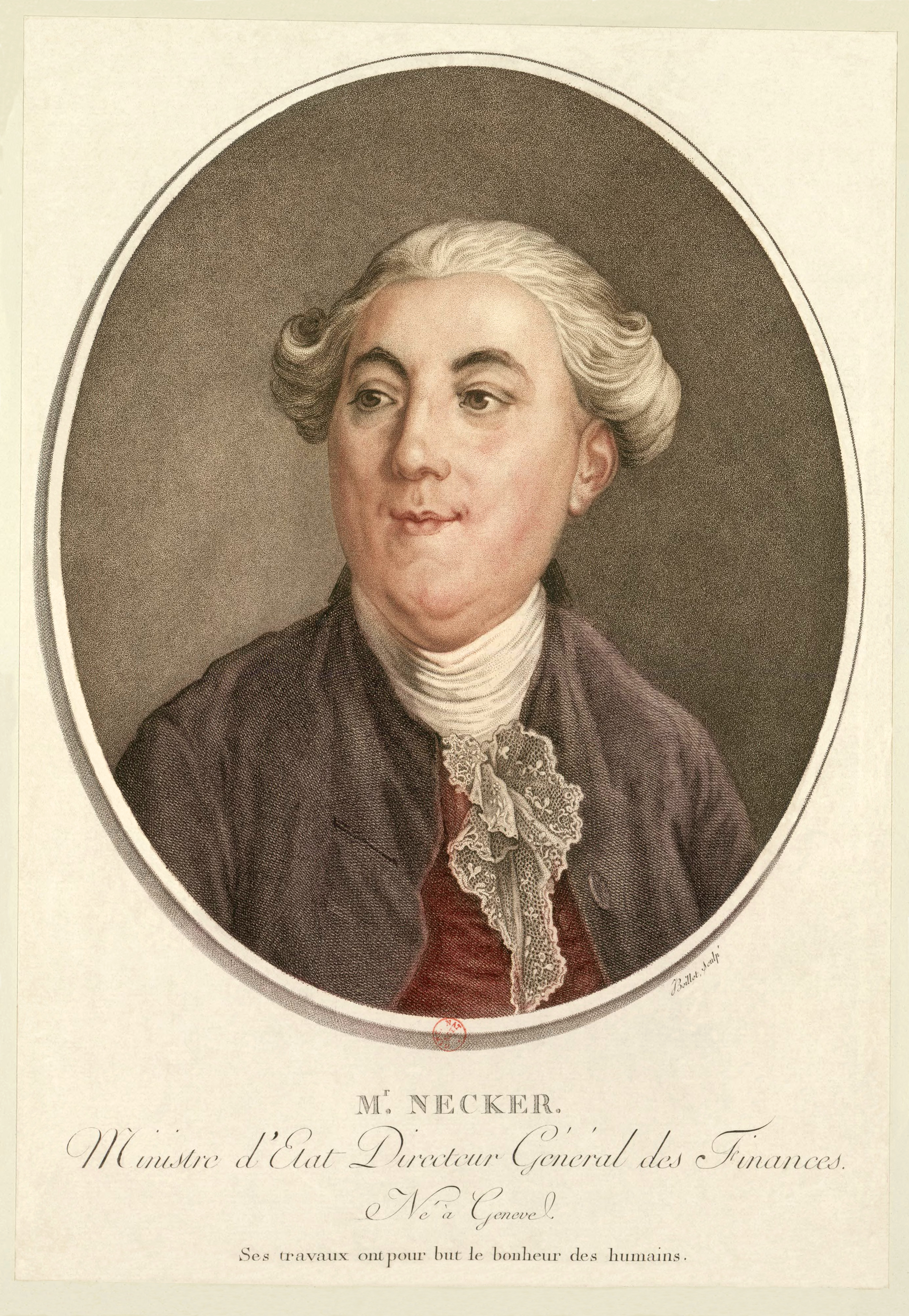
Jacques Necker : ministre d'État, directeur général des Finances, né à Genève. [estampe] / gravure de Boillet.

À partir des années 1770, l'évaluation du prix des baux devient plus précise et l'approche du risque change ; les deux formes de délégation se rapprochent et le bail de la Ferme passe en 1774 d'un contrat de louage pur et simple, à un contrat de louage avec participation aux bénéfices. C'est le constat que fait Jacques Necker en 1780 « Les régies et les Fermes, selon leur constitution actuelle,ont la plus grande ressemblance, et c'est en s’arrêtant uniquement au sens littéral de ces deux dénomination qu'on dispute sur le degré de préférence qu'il faut accorder à l'une ou à l'autre de ces formes ». Ce système disparaît en 1780 pour l’Administration Générale des Domaines et Droits Domaniaux, et La Régie Générale des Aides. Il devait en être de même au 1er janvier 1784 pour la Ferme Générale, mais l'arrêté du 24 octobre 1783 est rapporté avant sa mise en œuvre. Il mettait les Fermiers du bail Salzard dans une situation difficile, lourdement endettés pour faire face aux avances faites au Trésor, ils n'offraient à leurs créanciers, qui avaient prêtés à des fermiers que les garanties d'un régisseur.
Pour garder la maîtrise des droits de douane, les droits de traites sont désormais perçus au profit de sa majesté et régis pour son compte en faisant sur le prix du bail une diminution équivalente à la partie qui s'en trouvera distraite. La guerre avec l'Angleterre avait pris fin et le commerce réclamait des changements au régime douanier. Cela impliquait que le pouvoir retrouve une pleine liberté sur les droits de traites. La Ferme sortait donc de ce conflit affaiblie et son démembrement, commencé en 1771 avec l'exclusion des droits d'hypothèques, est désormais beaucoup plus large.
L’arrêté de règlement du 9 janvier 1780 crée, à côté de la Ferme générale, deux autres régies, l’« Administration générale des domaines et droits domaniaux » et la « Régie générale des aides », la Ferme générale ne conservant que la perception des traites, des gabelles et des produits du tabac. Le produit en représentait en 1780 environ 80 millions ; il est de 101 millions dans les résultats de 1787. Compte tenu de cette évolution le nombre de fermiers est ramené à 40. La quasi-totalité des 20 fermiers du bail David qui ne se retrouvent pas dans les baux suivants deviennent régisseurs de l'une ou l'autre des deux nouvelles régies créées. Très majoritairement ils ne seront pas inquiétés lors des procès des fermiers.

### Le bail Salzard (1780-1786)
Necker considérait que les conditions du bail David avaient été négatives pour le Trésor royal et il imposa un nouveau mode de partage des bénéfices. Le bail repose désormais sur une fourchette comprise entre un prix minimum que les fermiers garantissaient (122 900 000 £ par an) et un prix espéré (126 000 000 £). Sur le bénéfice entre les deux prix, les fermiers percevaient 2 %, au-delà de ce chiffre les bénéfices étaient partagés par moitié entre le roi et ses fermiers.
Le bail Salzard du 27 mars 1780 est ainsi arrêté à la somme annuelle de 126 millions de livres. La progression des produits par rapport au bail David est de l'ordre de 40 millions par an. Au-delà des 126 millions, les bénéfices sont partagés par moitié entre le roi et les fermiers. Les fermiers doivent constituer un fonds de 1 560 000 par part soit 62,4 millions, toutefois une 41e place est créée le roi disposant de la possibilité d'y admettre les cadres de la Ferme qu'il aura choisis et qui cotiseront au fonds à hauteur des droits qu'il leur aura consentis et percevront la quote-part des bénéfices correspondants qui seront donc divisés en 41 parts. Le fonds ainsi créé est donc de 63,96 millions de livres. (Article XII)
Pendant la durée du bail Salzard l'intérêt des fonds d'avance fut de 5 % sur le premier million et 7 % sur les 560 000 livres suivantes, soit un total annuel de 89 200 ₤. La rémunération fut fixée à 30 000 livres par an. Le bénéfice du bail Salzard fut de 45 960 000 dont la moitié fut perçue par les fermiers. Sur ces bases et pour 1,56 million de capital investi, le rendement brut est de l'ordre de 14 %.
Le nouveau bail prévoyait une avance au trésor de 30,9 millions de £, à titre de prêt et d'avance ou de cautionnement (Article XIII), la nouvelle compagnie doit poursuivre par ailleurs le remboursement des bons dont le paiement avait été suspendu en 1770, à raison de 3,6 millions de £ par année.
Les tarifs furent augmentés uniformément d'1/10 par un édit de 1781 qui produisit environ 11 millions de recettes complémentaires. D'importantes évolutions accompagnent ce bail, le durcissement qui s'ensuivit dans le contrôle des entrées de Paris aggravera très significativement l’impopularité de la Ferme.

#### Le mur des Fermiers généraux

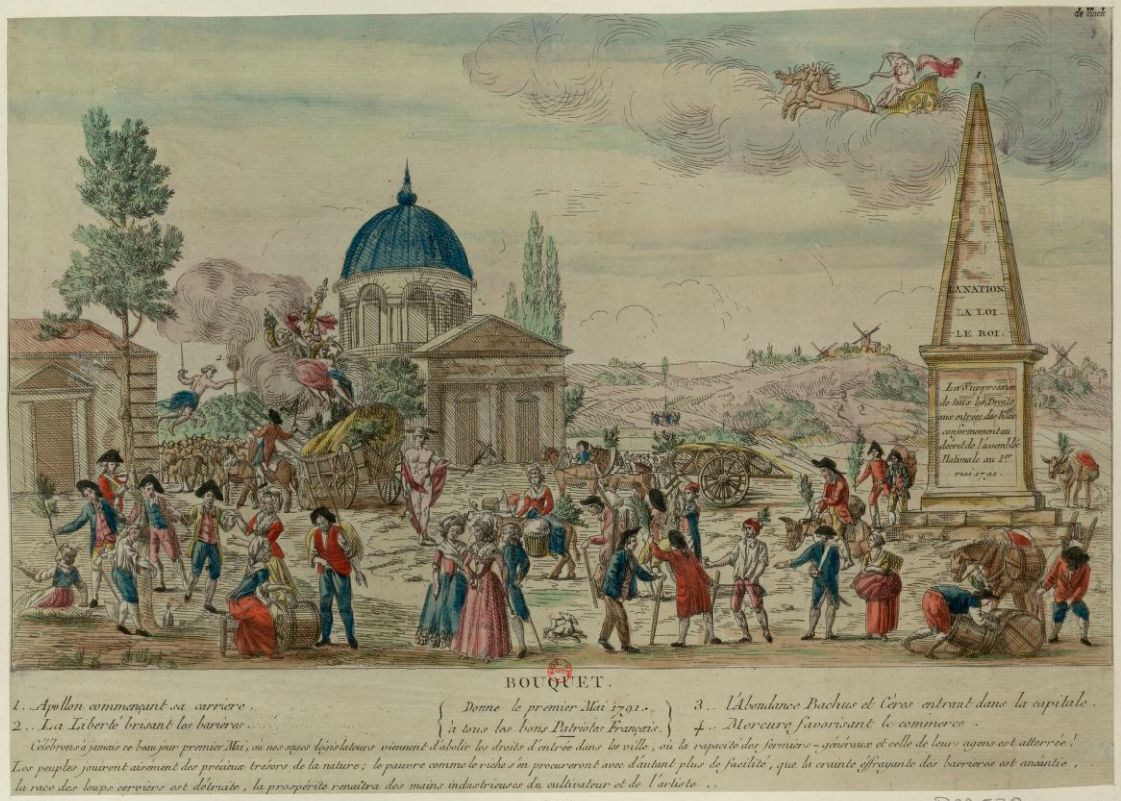
1er mai 1791 : La liberté brisant les barrières.

En 1784, sur une idée de Lavoisier, les fermiers généraux, voulant arrêter les progrès toujours croissants de la contrebande et faire payer les droits d'entrée à un plus grand nombre de consommateurs, obtiennent de Charles Alexandre de Calonne, alors contrôleur général des finances, de dresser une enceinte autour de Paris : 55 barrières sont mises en service entre 1784 et 1789. Revenu au pouvoir en 1788, Necker désapprouve le projet et, le 23 mai 1789, révoque l'architecte du projet, Nicolas Ledoux. La veille du 14 juillet 1789, les Parisiens s'en prennent aux barrières; plusieurs sont incendiées et le mur partiellement détruit. Le 1er mai 1791, les droits d'entrée sur Paris sont abolis.

#### Réforme des franchises de droits d'entrées dans Paris
Toujours à partir d'une proposition de Lavoisier, intervint une réforme des droits d’entrée pour limiter la fraude liée aux franchises dont bénéficiaient les pourvoyeurs des Invalides, de l'École Militaire, de la Bastille et de plusieurs communautés religieuses. Lavoisier avait démontré que la consommation possible de ces divers établissements était largement inférieure aux livraisons réelles et que ce surplus profitait à des commerces qui faussaient la concurrence en vendant à bas prix. La franchise fut remplacée par une rente annuelle équivalente.

### Le bail Mager (1786-1791)

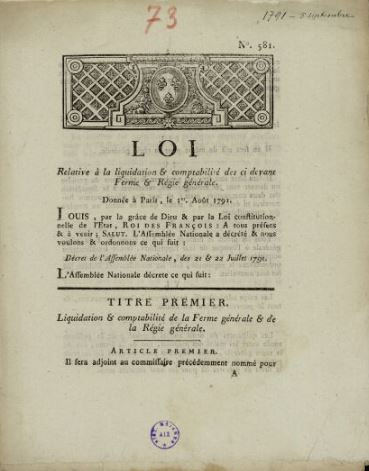
Août 1791 - Loi relative à la liquidation & comptabilité des Ferme & Régie générale.

Les fermiers garantissaient, par le bail arrêté le 8 mars 1786, un produit de 144 millions par an payable par douzième mensuel. Le partage des bénéfices n'intervenait qu'au-delà de 150 millions. Après paiement du douzième ils étaient autorisés à prélever une somme suffisante pour assurer à chacun d'eux une rémunération de 30 000 livres et 3 600 livres à titre de frais, outre les intérêts de leurs fonds d'avance fixé à 5 %. Ils assuraient la gestion des droits de douane sous le régime de la Régie. Les conditions de partage des bénéfices du monopole des tabacs étaient plus rigoureuses que dans les baux précédents.
Les Aides et Traites intérieures sont abolies en octobre 1790 et la gabelle le 20 mars 1791, de facto la Régie des Aides et la Ferme générale n'existent plus. Le bail Mager est résilié par le décret du 20 mars 1791 avec effet rétroactif au 1er juillet 1789.

## Les fermiers généraux

### Le corps des fermiers généraux
De 1726 à la fin de l'Ancien Régime, il y eut 223 fermiers généraux et 71 adjoints dont 56 étaient les fils ou les neveux des titulaires. La plus grande partie d'entre eux était originaire de la moyenne bourgeoisie : médecins, officiers roturiers, marchands, receveurs des tailles, etc. Avant d'entrer dans la compagnie, ils s'étaient élevés dans la hiérarchie sociale. Quelques familles avaient été anoblies au XVIIe siècle. Certains fermiers, nommés sous Louis XV, étaient fils de hauts magistrats, avocats au Parlement, trésoriers généraux ou banquiers.
Peu de fermiers étaient de basse extraction, André Haudry était fils d'un boulanger de Corbeil, Claude Dupin, qui devint l'un des hommes les plus fastueux de son temps, était fils d'un receveur des tailles de Châteauroux. Honoré Chambon, sous-fermier dans la compagnie du bail Carlier, puis fermier à partir de 1732, était un ancien commis d'un receveur des domaines, certains le disent même ancien laquais.
En raison des mises de fonds nécessaires pour espérer accéder aux fonctions, ils sont pour la moitié d'entre eux issus du milieu des manieurs d'argent. Dans ses origines, le corps des fermiers généraux n'est en définitive pas différent des autres corps de la société du XVIIIe siècle, si ce n'est son accession plus récente à la noblesse.
La liste des fermiers généraux et leurs origines et qualités de 1720 à 1751 contenue dans l'ouvrage de Barthélemy Mouffle d'Angerville confirme en tout point cette composition du corps des fermiers généraux. Pour beaucoup de familles, la Ferme générale aura été une plate-forme pour accéder à la noblesse de robe ou d'épée.
Ainsi, en 1726, plus du tiers des fermiers étaient roturiers, mais ils ne sont plus que 17 % en 1774 et 10 % en 1786 à la mise en place du bail Mager. Les anoblissements furent obtenus essentiellement par l'achat d'offices de secrétaires du roi.
Yves Durand note une tendance à l'endogamie professionnelle du milieu de la Ferme générale, seulement un tiers des membres de la Compagnie n'ont aucun lien de parenté ou d'alliance avec les autres familles de la Ferme. Les Fermiers ont par les alliances de leurs filles des liens avec la haute noblesse et la robe. Ainsi se crée, une noblesse de la finance, qui ne se confond pas avec le commerce.

### Son insertion dans lesiècle des Lumières

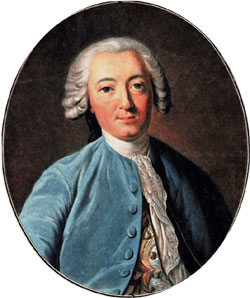
Claude-Adrien Helvétius, (1715-1771) Philosophe et poète. L'une des personnalités les plus brillantes du siècle des Lumières.

Après avoir souligné le conservatisme des fermiers généraux, d'anciennes traditions, qui constituaient le noyau dirigeant de la Ferme de 1780 et « … qui croyaient que chaque renouvellement de bail les rendait aliénataires, pour six ans, des impôts qu'ils devaient administrer et à la proportion desquels le gouvernement ne pouvait faire aucun changement dans cette période », Mollien porte sur les fermiers de 1780 un jugement largement positif : « la très grande majorité des fermiers-généraux de 1780, par la culture de l'esprit et l'aménité des mœurs, tenait honorablement sa place dans les premiers rangs de la société française ; et plusieurs, par la direction qu'ils avaient donnée à leurs études, auraient été disposés à mieux servir l'état, même avec moins de profit ».
Certains fermiers, restent connus surtout pour leur faste et l'énormité de leurs dépenses, tels Claude Dupin, Étienne-Michel Bouret, auquel on attribuait un revenu de 1 500 000 livres ou encore de Jean-Joseph de Laborde qui dépensa dans la reconstruction du château de la Ferté-Vidame la somme insensée de 14 millions de livres. Il y reçut Louis XV, le futur Joseph II d'Autriche et le duc de Choiseul.
Mais la Ferme compte aussi certaines des personnalités intellectuelles les plus brillantes du siècle des Lumières. Claude-Adrien Helvétius, philosophe et poète français, qui entre dans la Ferme en 1738, mais qui reste pour la postérité l'auteur de De l'esprit ; le salon de son épouse accueillit les plus grandes figures de son temps.
Jean-Baptiste Seroux d'Agincourt, auteur d'une monumentale Histoire de l’Art par les Monuments, depuis sa décadence au IVe siècle jusqu’à son renouvellement au XVIe, faisant encore autorité et réédité de nos jours, et peut-être surtout, Antoine Lavoisier, considéré comme le père de la chimie moderne, illustrent le très haut niveau de culture que l'on pouvait trouver parmi les fermiers de la 2e moitié du XVIIIe siècle.
Les fermiers sont des mécènes des arts et techniques. On leur doit notamment une édition qui passe pour l'un des plus beaux livres illustrés du XVIIIe siècle, les contes et nouvelles en vers de la Fontaine (1621-1695) édité en 1762. 65 fermiers généraux participèrent, dans des proportions diverses à son financement. Les richissimes fermiers généraux ne renoncèrent en effet à aucune dépense pour que cette édition, dite « des Fermiers généraux », soit une des plus belles qui soient ; elle fut imprimée à Anvers et tirée à 1 000 exemplaires. Plusieurs d'entre eux sont des amateurs de peintures éclairés. Le Bas de Courmont, par exemple avait réuni une très belle collection des écoles flamandes, italiennes et françaises faisant preuve d'un gout éclectique, mais très sûr.
Ils auront l'appui de l'église, car catholiques par opposition aux banquiers le plus souvent protestants. Ils contribueront à l'embellissement de Paris, en s'installant dans les nouveaux quartiers de l'ouest où ils font construire de splendides hôtels particuliers, leur train de vie fastueux, leurs maîtresses, leur luxe susciteront jalousies et convoitises et sans doute plus tard contribueront à la fureur qui les emportera.

### Rémunérations et charges des fermiers généraux

#### Les bénéfices
La rémunération des fermiers est constituée par la différence entre le prix du bail et les recouvrements réels. Ils percevaient en outre une rémunération fixe et se servaient un intérêt sur le montant des avances faites. Mais ce n'est qu'en se fondant sur les bénéfices du bail que ce traitement fixe et ces intérêts étaient prévus au bail. En sorte qu'en cas de perte, les fermiers devaient déduire ce qu'ils auraient reçu en cours de bail et n'auraient d'autres ressources que ce que le bon vouloir du roi voudrait bien leur accorder pour prix de leur travail.
C'est ce qui fut fait à la liquidation des baux Pointeau, et Templier pour lesquels les fermiers obtinrent du roi une indemnité globale de 800 000 et 2 000 000 livres. Cela étant, ces situations sont demeurées exceptionnelles et le plus souvent le bénéfices étaient très importants. Au demeurant, cette affirmation de Lavoisier demeure surprenante, le bail Pointeau a été conclu dans des conditions qui ne laissaient espérer aucun résultat positif, les fermiers, qui en étaient conscients, avait attiré l'attention du Contrôleur Général sur cette situation qui les assura que le roi leur tiendrait compte de leurs pertes. Il paraît étonnant, qu'à ce titre, ces négociateurs avisés se soient contentés d'une gratification globale des 800 000 livres soit 20 000 livres par part pour l'ensemble de la période.
Des recherches complémentaires restent à faire sur les conditions réelles de clôture ces comptes des baux Pointeau et Templier.
Les évaluations du bénéfice réel des différents baux sont difficiles à établir. Si les profits des fermiers généraux ont suscité une abondante littérature, peu de travaux historiques se sont intéressés à cette question. Clamagéran, dans son histoire de l'impôt, évalue le bénéfice moyen de chaque année du bail Carlier à 11 000 000 de livres. Chiffre auquel il faut ajouter le bénéfice du Bail des Restes passé avec les mêmes cautions. Reprenant le chiffrage du fermier général Durand de Mezy, il l'évalue à 39 million de livres. Si l'on suit ce calcul le bénéfice brut annuel moyen de chaque fermier serait de 437 500 livres.
Pour sa part Lavoisier évalue les bénéfices annuels de chaque fermier du bail Henriet (1756) à 240 000 livres et celui du bail Prévost à 332 000 livres. Sur le bail Alaterne (1768), sans donner de chiffres précis, il indique que les bénéfices auraient été égaux à celui du bail Prévost sans la retenue du 1/10 e sur les bénéfices ordonné postérieurement à la signature par un arrêt du Conseil et l'augmentation des droits des Fermes imposés par l'édit de novembre 1771 qui a entraîné une diminution des produits sur les droits de la Ferme concernés par les augmentations les plus fortes de 4 et 6 sols par livre. À partir de ces précisions on peut évaluer le bénéfice de chaque fermier entre 170 et 260 000 livres.
La seule évaluation connue des bénéfices du bail David est celle de Nicolas François Mollien, ancien agent du Contrôle Général des Finances, chargé à partir de 1781 de la surveillance de la Ferme Générale. Il fait état d'une rémunération moyenne de 300 000 livres par an et par siège. Elle est à prendre avec précaution, car ne reposant sur aucune donnée précise, pour autant elle ne s'écarte pas des chiffres avancés par Lavoisier sur les baux antérieurs.
Elle représente par rapport au capital investi une rentabilité brute de 19 à 20 %; Les conditions imposées dans les baux Salzard et Mager devaient ramener cette rentabilité à un chiffre de l'ordre de 13 à 14 %

#### Les charges
Le bénéfice de chaque fermier ne constituait pas sa rémunération nette, car chaque place était grevée de charges particulières.

##### Les croupes et pensions
Les fermiers généraux qui ne disposaient pas des moyens financiers pour subvenir aux besoins de leurs charges s’adjoignaient des associés qui, naturellement, participaient aux bénéfices à hauteur de leur apport.
Mais à côté de ces croupiers, le roi en imposait d'autres qui n’apportaient rien mais recevaient néanmoins un dividende pris sur la part de bénéfice de la place grevée. Par ailleurs le roi assignait parfois des pensions sur certaines parts. Mais au-delà de la charge que représentaient ces pratiques pour les fermiers concernés, elles devinrent un élément de la négociation du prix du bail et contribuaient à la réduction du prix des Fermes.
La gestion des croupes et pensions est fluctuante au grè des différents baux. Turgot puis Necker s'attachent à en limiter le nombre. À partir du bail Alaterre (1768) leur nombre se multiple. Mais c'est en 1780 dans  le bail David que l'Abbé Terray les rendit générales

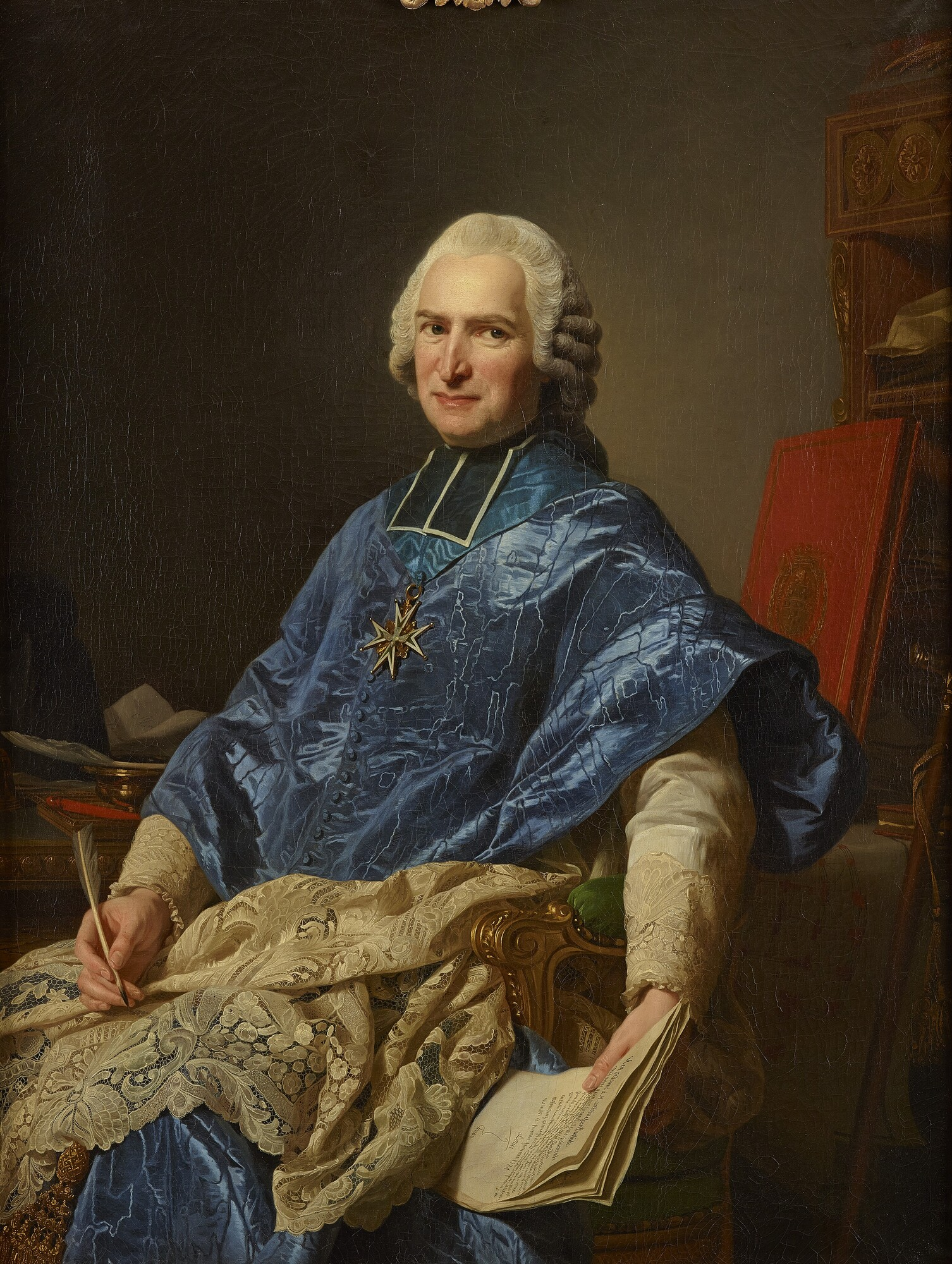
Abbé Terray, Contrôleur général des Finances (1769-1774)

La liste des bénéficiaires est édifiante. Le Roi percevait le quart de deux places et la moitié d'une 3e place ; l'abbé Terray possédait une croupe d'1/4 dans deux charges et une pension de 22 000 livres dans une autre ; Mme de Pompadour, Mme Du Barry, mais encore les tantes de Louis XVI, le valet de chambre de Louis XV, une chanteuse du concert de la Reine, divers officiers des petites écuries etc émargeaient aux bénéfices de la Ferme. Turgot à son arrivée au pouvoir en 1774 ne peut toucher aux dispositions des baux en cours, mais il fait part, de son intention de n'accorder à l'avenir aucune de ces faveurs à toute personne étrangère aux Fermes.
Pour autant, démis de ses fonctions en mai 1776, les promesses de Turgot seront oubliées lors de la conclusion du bail David.
Le bail David était ainsi grevé d'une charge annuelle de 404 000 livres au titre des pensions et pour les croupes le bénéfice de 12,5 places soit, sur la base d'un bénéfice de 100 000 livres par place, une somme de 1 250 000 livres au titre des croupes. Ces prélèvements représentaient 27,5 % des bénéfices totaux.
Ces croupes n'étaient pas sans inconvénients pour le bon fonctionnement de la Ferme. D'une part elles contribuaient à mettre sur la place publique des pratiques que la Compagnie ne souhaitait pas dévoiler, d'autre part elles compromettaient la libération du fonds d'avance à hauteur des retards ou défaut de paiement des croupiers de complaisance et pouvaient compromettre la bonne gestion de la trésorerie. À ce titre, Lavoisier donne cet exemple « La Ferme générale, privée d'un fonds nécessaire à ses avances, aurait été exposée à manquer à son service, si elle n'avait pas pris les précautions de retarder ses approvisionnements de tabac, et ce retard lui a coûté plus de 1.800.000 livres par le surenchérissement des matières occasionné par la révolution des colonies anglaises de l'Amérique septentrionale ».
La suppression des croupes et pensions interviendra avec la réforme de Necker et l'arrêt de règlement du 9 janvier 1780

##### Les pots-de-vin
Les fermiers devaient assumer divers pots-de-vin à l'occasion de la cession ou de l'acquisition de leurs charges en raison du trafic sur les brevets d'admission dans la Compagnie. Le plus important était la rémunération que touchait le contrôleur des finances à la signature de chaque nouveau bail. Initialement fixé à 100 000 livres, cette pratique devint courante au renouvellement de chaque bail. L'abbé Terray exigea 300 000 livres lors de la signature du bail David en 1774 et 1 °/°° sur le montant total du bail soit une somme totale de 452 000 livres. Lors des discussions pour la fixation des clauses du bail Salzard de 1780, Necker, renonça à toute forme de rémunération.

#### La rémunération nette
Elle reste difficile à apprécier, en reprenant les données du bail David, il ressort les éléments suivants:
Selon l’évaluation de Mollien le bénéfice des 60 parts serait de 18 millions de livres. À déduire le 10e d'amortissement, soit 1,8 million, le montant des croupes sur 12,5 part soit 3,75 millions et les pensions 404 000 livres et enfin le pot de vin de l'Abbé Terray 452 000 livres. Le bénéfice à répartir est donc de 12 498 000 livres soit en moyenne par part 208 300 livres.
Encore faut-il tenir compte des intérêts de l'emprunt que les fermiers sont amenés à faire pour couvrir leur fonds d'avance de 1 560 000 livres ; Lavoisier estime cette somme, y compris les frais de notaire de 1,5 % la première année, et sur la base d'un taux moyen de 6 % à la somme de 93 600 livres. En suivant ce raisonnement la rémunération nette moyenne de chaque fermier serait de 114 700 livres.
Ce calcul appelle les observions suivantes
- Les croupes, pensions représentent plus de 25 % du bénéfice brut,
- 21 places ne sont pas grevées de croupes, 5 seulement ne sont grevées ni de croupes, ni de pensions,
- Les croupes correspondant à 2 places sont des engagements entre fermiers généraux
- Tous les fermiers ne sont pas amenés à emprunter la totalité de leur fonds d'avance du fait de la continuité des cautions d'un bail sur l'autre et de la reprise des actifs du bail précédent. L’évaluation de Lavoisier ne peut s'appliquer pleinement qu'à un fermier nouvellement admis dans la compagnie et ne disposant pas d'une surface financière lui permettant de faire face à tout ou partie de son fonds d'avance. Ces situations sont l'exception.
- Le calcul de Lavoisier est contestable, les avances au Trésor du bail Alaterre 92 millions, ont été, à l'exception d'une somme de 10 millions, remboursées en cours ou en fin de bail, la quasi-totalité des fermiers qui se retrouvent dans le bail suivant, n'ont donc pas à faire l'avance de la totalité du fonds de 1 560 000 livres. La rémunération nette devrait avoir été plus proche de 150, voire 160 000 livres que du chiffre avancé par Lavoisier.

## Organisation de la compagnie des Fermes
La Ferme Générale est la jouissance d'une partie des revenus du roi, consenti par ce dernier, sous certaines conditions, à un adjudicataire dont les cautions forment la Compagnie des fermiers généraux. Les charges, clauses et conditions de cette mise à disposition sont consignées dans un arrêt du Conseil.

### Nomination aux fonctions
Seules les personnes titulaires d'un brevet de Fermier Général, délivré par le roi, pouvaient faire partie de la Compagnie. Un arrêté du conseil de 1687 avait modifié le règlement de 1681 rendant libre l'accès aux fonctions. Lorsqu'une place devenait vacante, le successeur était choisi par ceux dont il allait être le collègue, mais à partir de 1707, il faut un brevet du roi. Les brevets firent l'objet de transactions multiples. Accordés à des courtisans qui n'avaient aucune intention d'exercer la fonction, ils étaient monnayés. Louis XV en fit don aux futurs gendres de son premier chirurgien pour constituer les dots de ses filles. Le roi autorisa même des fermiers à vendre leur place sous la forme de bons anonymes dont la cession faisait l'objet de pots-de-vin.
Certains fermiers n'obtinrent leur place que grâce à l'intervention de personnes influentes auprès du roi qui, en rémunération de leurs bons offices percevaient une pension prélevée sur les profits de leurs protégés.

### Organisation générale
Avant 1756, les droits sur les Aides et le droit du Domaine étaient données en sous-Fermes à d'autres compagnies par Généralité. Après cette date, tous les droits sont réunis en une seule, mais bien qu'il n'y ait qu'une seule compagnie, chaque partie de la Ferme avait ses préposés, ses dépenses et ses recettes séparées. Chacune de ces trois parties avaient son propre encadrement. C'est cette organisation que reprendra Necker lorsqu'en en 1780 il démembra la Ferme.

Depuis 1756, la Ferme générale avait son siège principal à Paris à l'hôtel des Fermes, situé rue du Bouloi, à l'emplacement de l'actuelle cour des Fermes. Elle disposait par ailleurs de deux autres bâtiments à Paris : l'hôtel de Bretonvilliers dans l'île Notre-Dame et l'hôtel de Longueville près du Louvre. 

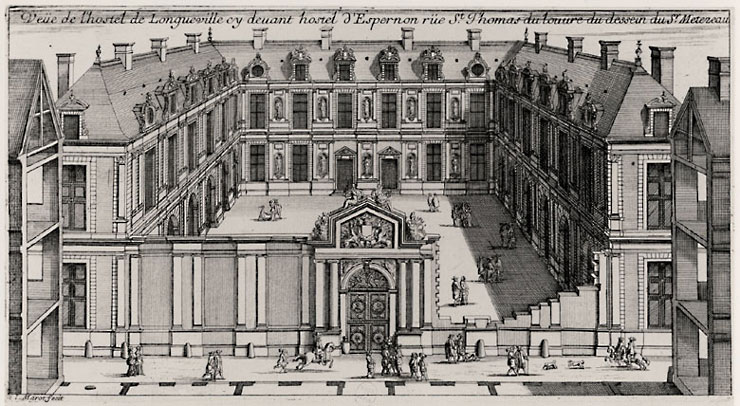
Hôtel de Longueville, annexe parisienne de la Ferme générale.

#### Les dirigeants
Le fonctionnement des services centraux s’articulait autour de trois grandes sections :
- Les comités ;
- Les correspondances ;
- Les tournées.

Les comités, au nombre de 26 durant la 4e année du bail David, couvraient tous les secteurs d'administration et charges de la Ferme. Le plus important était celui des caisses et des frais de la Régie. On y trouvait des comités du personnel, des retraites, du contentieux, un comité pour chacun des produits de la Ferme, gabelles, traites, tabacs, etc. Sous le bail David, la Régie des Aides était gérée par un comité particulier, divisé en quatre départements, placés chacun sous la direction de deux fermiers et comportant 12 membres. La Régie des Domaines et droits joints comprenait deux comités, placés sous l'autorité de M. Poujaud. Chaque comité était placé sous l'autorité d'un président et comprenait de 6 à 20 fermiers. Les décisions des comités étaient notifiées aux services locaux par les départements de correspondances qui comprenaient plusieurs bureaux à compétence géographique. Selon leur importance chaque département comprenait de 1 à 4 fermiers qui avaient chacun une compétence géographique déterminée.
La section des tournées comprenait les deux ou trois fermiers que désignait le Contrôleur Général des Finances pour inspecter les services de la Ferme en province. Les tourneurs avaient de très larges attributions, ils vérifiaient les caisses, le fonctionnement des brigades, des bureaux et des magasins, l’état des stocks et la tenue des entrepôts et greniers à sel.

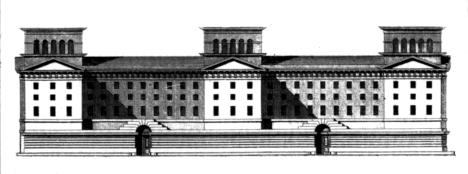
Projet pour le siège de la Ferme générale de la rue de Bouloi, élévation, par Claude-Nicolas Ledoux (1785).

#### Le personnel des services centraux
Dans sa monographie sur les produits des Fermes, Lavoisier donne le détail du personnel de la Ferme. Les services centraux représentent 680 personnes employées L'organisation est placée sous l'autorité d'un Receveur et d'un Contrôleur général, assistés de 6 contrôleurs particuliers, 4 caissiers, 8 compteurs et 10 porteurs d'argent.
Sous leur autorité 43 bureaux différents, couvrant l'administration de la Ferme (personnel, retraites, cautionnement, contentieux) et des bureaux spécialisés par mission ou produits relevant des attributions de la Ferme.
À la tête de chaque bureau, l'un des 56 Directeurs, voire 2 dans les plus importants. Le service du contentieux est divisé en 2 sous directions. Chaque bureau comprend selon son importance 1 à 3 sous chefs de bureau qui sont au nombre de 81.
Enfin 347 commis et 52 commis principaux qui forment l'encadrement de premier niveau sont répartis dans les divers bureaux. 65 inspecteurs ou vérificateurs, attachés aux différents bureaux s'assurent de la qualité des travaux. Auprès du service du contentieux est placé un conseil comprenant 10 avocats et 1 procureur.
La Ferme emploie également 2 aumôniers, 4 suisses, 2 portiers 1 tapissier, 2 facteurs et 4 monteurs de bois,
La Ferme est une administration particulièrement structurée tant au niveau de l'exercice de ses missions que sur le plan du contrôle interne de ses agents. Ce type d'organisation constituera le modèle des futures administrations financières qui verront le jour après 1791.

### Les services extérieurs

#### Les gabelles, traites et tabacs

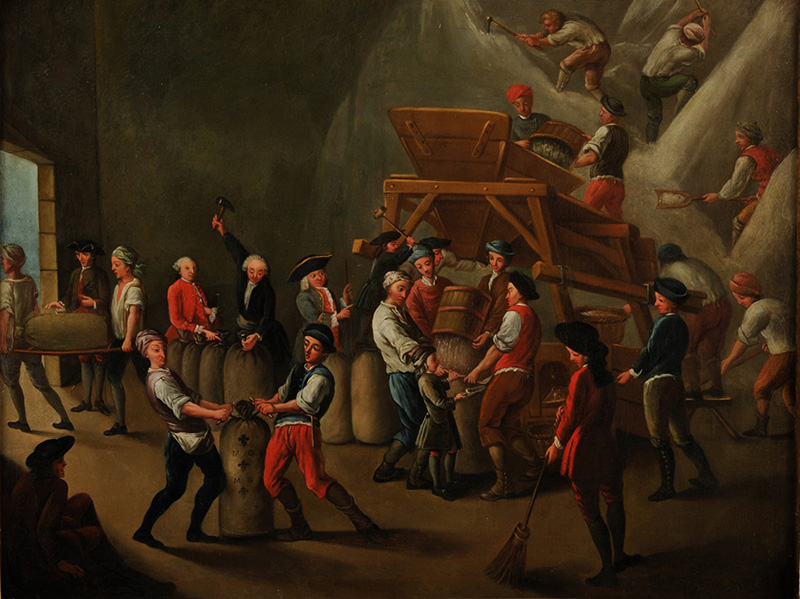
Grenier à Sel - Anonyme XVIIIe - Musée des Douanes de Bordeaux

La gestion des gabelles traites et tabacs occupait 23554 employés dont 42 directeurs, 79 contrôleurs généraux ou inspecteurs, 85 receveurs généraux, 287 receveurs pour les gabelles, 987 receveurs pour les traites, 588 contrôleurs, 453 entreposeurs et les 21118 employés de brigades, dont 352 capitaines dont le montant de la rémunération représente selon Lavoisier une dépense annuelle de près de 7 500 000 livres, soit une rémunération individuelle moyenne de 350 livres.
La brigade est l'unité opérationnelle de base de la ferme générale. Les brigades d’une même zone sont regroupées en contrôle général divisé en capitaineries (ou inspections) placées sous l’autorité de capitaines généraux. Ceux-ci dirigent plusieurs brigades, chacune formée d’un nombre d’hommes variable (généralement quatre à huit, davantage pour la surveillance des villes). Un brigadier, assisté d’un sous-brigadier (ou lieutenant), commande chaque brigade.
Le personnel subalterne des brigades est assez largement analphabète et donc mal instruit de leurs obligations.

#### Les Aides, les régies des entrées de Paris et des domaines
2440 employés assuraient la gestion des aides, dont 156 directeurs, 115 receveurs généraux, 76 sous-receveurs, 80 contrôleurs ambulants, 121 contrôleurs de villes, 1892 receveurs et commis, non comptés les buralistes que Necker évalue à 4700. Ils percevaient de si petites rémunérations qu'ils n'acceptaient pareilles fonctions qu'en appoint de leurs autres occupations. Sous le contrôle de la Ferme, elle ne les considérait pas comme faisant partie de son personnel. Les entrées de Paris emploient un personnel nombreux, 655 personnes, et très divers. Lavoisier en donne le détail suivant : « 1 directeur, 7 commis, 1 contrôleur général des entrées, 1 receveur général, 1 contrôleur, 1 agent pour le contentieux, 3 garçons de bureaux, 11 vérificateurs ; 1 directeur des comptes, 1 sous-chef, 3 commis, 2 vérificateurs, 1 garde-magasin de la formule, 1 inspecteur, 1 compteur, 1 timbreur, 9 distributeurs, 1 directeur de la régie des bières, 1 inspecteur, 2 contrôleurs, 7 commis aux exercices, 4 surnuméraires, 1 receveur, 2 contrôleurs, 10 commis pour l'exercice des maisons détachées, 1 inspecteur général de la jauge, 18 contrôleurs jaugeurs, 6 employés à cheval, 453 à pied, 5 contrôleurs ambulants à cheval, 5 à pied, 26 receveurs des barrières ou autres, 65 contrôleurs aux barrières, 3 portiers ». La régie des domaines employait, selon Lavoisier 30 directeurs, 36 inspecteurs, 58 vérificateurs, 152 contrôleurs ambulants et 608, contrôleurs des actes. Necker fait pour sa part état de 2600 contrôleur des actes, mais pour une très grand nombre d'entre eux, ce n'était qu'une activité accessoire, peu rémunératrice et la Ferme, comme les buralistes, ne les considérait pas comme des employés permanents.
Au total la Ferme employait 680 personnes dans les services centraux, 27 533 personnes dans les services extérieurs, essentiellement dans les brigades, et de manière ponctuelle environ 5 000 buralistes et 2 000 contrôleurs des actes.
L'ensemble de ces agents étaient rémunérés sur les produits bruts de l'impôt et exerçaient les droits de l'État. Ils dépendaient cependant d'une compagnie financière privée. On peut les comparer à des fonctionnaires, chargés de la mission régalienne d'assiette et de contrôle de l'impôt mis à la disposition d'une société de droit privé ; ce n'est pas le moindre paradoxe de la fiscalité d'Ancien Régime.

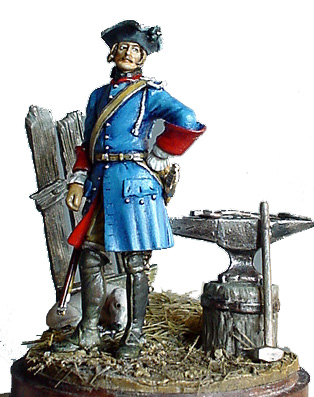
Brigadier des Fermes du Roi

### Naissance d'un corps
Parallèlement à la mise en place d’une administration, avec un échelon central, des services locaux et une gestion très centralisée, l’institution se structure. Un corps de contrôle est constitué dans chaque département pour vérifier la comptabilité et l’ensemble des travaux des commis. Au plan central la section des tournées était composée de fermiers généraux désignés par le Contrôleur Général des Finances pour inspecter en province l’ensemble des services et des agents de la compagnie. À la veille de la Révolution existe au niveau de la Ferme et des deux régies une administration structurée et efficace pour gérer l'ensemble des missions de la Ferme et tout particulièrement la partie, de loin la plus complexe, de la fiscalité que constitue les droits d'enregistrement et le domaine.

#### Ébauche d'un statut
Le règlement de juillet 1681 accordait aux employés de la Ferme un certain nombre de privilèges. Les employés devaient prêter serment en justice et avaient le droit de porter épée et autres armes. Ils étaient exemptés de tutelle, curatelle, collecte, guet, garde et logement des gens de guerre. De plus les employés étaient exonérés de toutes les contributions des villes et n'étaient pas imposés à la taille à raison des rémunérations servies par la Ferme. Si ces privilèges apportaient des avantages non négligeables aux employés de la Ferme, ils étaient avant tout destinés à empêcher que des décisions des autorités locales ne puissent entraver la marche de la Ferme et peser sur la bonne exécution des fonctions des divers préposés.
Progressivement, les contours d'un statut vont se préciser.

##### Le cautionnement

###### Cautionnement en espèce
Dès l'origine de la fonction, les commis chargés du recouvrement, comme tous les comptables de deniers publics, étaient contraints de présenter une caution qui répondait de la fidélité de leur gestion. L'engagement du tiers concerné fut nommé cautionnement. Ce système fut réformé en 1758 ; on décida alors d'obliger tous les commis et employés qui étaient chargés de quelque direction, administration et recette des droits y compris les commis et préposés aux entrepôts de tabac, de payer les sommes pour lesquelles ils seraient compris dans des états arrêtés au Conseil ; un intérêt leur serait servi au denier vingt (5%). Cette réforme poursuivait un triple objectif :
- étendre l'obligation du cautionnement à de nouveaux employés,
- l’exiger désormais en argent plutôt qu'en immeubles,
- en augmenter le montant.

La dernière de ces trois orientations fut renforcée encore en 1761 : la garantie demandée fut fixée, en définitive, au quart des recettes annuelles de la direction ou du poste comptable lorsqu'elle qu’elle était constituée en argent. De telles garanties étaient importantes et peu d’employés pouvaient se dispenser de faire appel à des tiers pour les réunir. Yves Durand a montré, à partir de l'exemple des Généralités de Caen et de Rouen, comment « des milliers de possédants à travers la France avaient par le biais des cautionnements un intérêt dans la Ferme», et donc au maintien de l'institution. En effet, à l'instar des titulaires de croupiers des fermiers généraux, les cautions des employés percevaient un intérêt en contrepartie de leurs engagements.
Ce dispositif présentait plusieurs avantages. En premier lieu; comme le cautionnement devait être confié au trésor et était rémunéré au denier vingt, très en deçà des taux des emprunts, il procurait à la monarchie un « secours » à moindre coût. Cet apport était loin d’être négligeable. Sous le bail Henriet, il représentait déjà une somme de plus de 18 millions et lors de la liquidation de la Ferme son montant fut estimé à plus de 27 millions. En second lieu, la Ferme générale y gagnait, pour sa part, en sécurité. En cas de besoin, il lui était plus facile de mobiliser des cautionnements en espèces que de faire jouer des garanties constituées en immeubles ; l’un des motifs de l’institution du cautionnement en espèces, lit-on dans un document de l’époque, « a été que les cautionnements immobiliers, qu’on avait exigés jusqu'alors pour la sûreté des recettes, n’offraient, lorsqu'il s’agissait de les discuter, qu’une suite d’affaires litigieuses qui se terminait le plus souvent par des non-valeurs. »

###### Cautionnement en immeubles
En juin 1771, reprenant l’organisation et le statut de l’édit de Colbert,un nouvel édit de Louis XV, de portée plus limitée que celui de 1673, instaure un nouveau mode de purge des hypothèques et prévoit la mise en place d’offices de conservateur des hypothèque pour le gérer. Dans les faits, par une décision du Conseil du 30 juin, le recouvrement de ces droits est, dès le 7 juillet 1771, affermé au nom de Jean Baptiste Rousselle. L’adjudicataire a toute latitude pour recruter et exercer les fonctions. Il pourra recourir aux services de la Ferme et les directeurs et employés devront répondre à première réquisition « sans pouvoir sous aucun prétexte, ni pour quelque motif que ce soit, le réfuter et s’en dispenser sous peine de désobéissance ». Ils ne pourront prétendre à autres rétributions que celles arrêtées par le roi.
Dans les faits seuls les contrôleurs des actes furent chargés des fonctions de conservateur des hypothèques et assumeront la responsabilité personnelle du fonctionnement de leur service. La concomitance des dates de l'édit, de la décision du conseil et de lettres patentes, démontre, s'il en était besoin, qu'il n'a jamais été envisagé de recourir à des officiers.
La fonction réclame une organisation homogène sur le territoire, des compétences juridiques affirmées et un dispositif d’encadrement que seule la ferme générale pouvait offrir. Seuls les contrôleurs des actes pouvaient tenir ces postes.
Dès lors, les 100 régisseurs de la partie des cuirs qui sont les cautions du bail Rousselle, n’interviennent pas dans la gestion et ne sont que des bailleurs de fonds assurant les avances de 80 millions de livres, payables à raison d’un million par mois au Trésor Royal et rémunéré par un intérêt de 11%.
En garantie les agents chargés des hypothèques seront astreint à un cautionnement supplémentaire en immeuble qui vient s’ajouter au cautionnement en espèces auquel ils sont tenus depuis l’Arrêt du Conseil du 30 avril 1758.
Corollaire de la responsabilité, ce cautionnement implique qu’ils perçoivent les produits du tarif revenant aux titulaires des offices. L’article 3 des lettres patentes prévoit en effet qu’ils ne pourront prétendre à aucune autre rémunération que celle prévue par le roi. Toutefois, ne pouvant refuser la fonction, ils ne sont pas astreints au paiement de leur charge et ne peuvent dès lors bénéficier de la rémunération fixe de 4% de sa valeur.
Les commis chargés des hypothèques sont donc des officiers conservateurs de fait, et c'est pour cela qu'ils ne seront pas considéré en 1791, comme titulaire de leur office.
Il reste que ce dispositif, qui sera repris par la loi du 21 ventôse An VII dans une version dégradée, démontre que les employés de la Ferme sont des "fonctionnaires" du roi et que se met en place un dispositif de gestion des hypothèques reposant sur trois principes fondamentaux :
- La responsabilité personnelle,
- Le partage des produits entre les titulaires du poste et la puissance publique
- Un double cautionnement, en espèces pour les fonctions régaliennes, en immeuble pour les fonctions civiles et la réparation des préjudices éventuels des tiers.

##### Les recrutements
La Ferme constitue un véritable corps, les employés de l’administration centrale sont recrutés parmi les agents travaillant dans la compagnie. Anciens commis ou premiers commis, contrôleur des actes, employés supérieurs de provinces composent l’essentiel du personne l d’administration. Les promotions se font au choix parmi l’ensemble des agents.
Les entrées extérieures dans la Compagnie sont rapidement normées, autour du surnumérariat. Les surnuméraires sont des jeunes gens titulaires d’un brevet d’employé de la Compagnie en surnombre dans les bureaux où ils sont employés. C'est dans les services des Aides et des Domaines qu'ils seront les plus nombreux.
Peu à peu les règles de recrutement se mettent en place, la décision est prise par les services centraux de la Ferme, ils s’attachent, pour le personnel administratif, à recruter des postulants disposant d’un niveau d’instruction minimum, appartenant à des familles honorables, de préférence fortunées (en tout état de cause les fonctions ne sont pas rémunérées ce qui implique une aisance minimum) et de bonne mœurs.

##### Les congés
Jusque dans les années 1750, les agents ne pouvaient quitter leur service. Cette règle, inapplicable dans les faits, faisait l'objet de nombreux contournements, souvent avec l'aval de la hiérarchie locale. En 1756 les fermiers autorisèrent leurs préposés à s’absenter pour régler leurs affaires personnelles. Ces autorisations étaient appelées « congés » Les fermiers s'étaient réservés le droit de statuer sur ces demandes et avaient fait établir un modèle d'imprimé remis au demandeur lorsque le comité central compétent avait statué sur la demande qui lui était présentée. Il est évident que ce dispositif centralisé n'a pas fonctionné pour les 30 000 employés de la Ferme et de très nombreux manquements ont continué à être relevés par les employés supérieurs. Ce dispositif débouchera sur un système, plus décentralisé où selon son grade dans l'organisation, l'agent dépose sa demande auprès de son supérieur hiérarchique direct qui selon le cas accorde ou donne son avis sur la demande. C'est le dispositif encore en place dans la fonction publique.

##### Les pensions
C'est à la Ferme que revient le mérite d'avoir dès 1768 instauré un système de pensions pour ses agents. Un règlement de 1768 soumet tous les employés à une retenue annuelle variant selon la nature et l'importance de la rémunération, parallèlement, la Ferme versa une somme égale à la totalité de ces retenues. Ainsi fut constituée un fonds de pension qui lui permit de servir une retraite aux agents ayant plus de 20 ans de service ou atteints d'invalidité en raison d'une blessure contractée pendant le service. Étaient exclus du bénéfice des pensions les employés occasionnels, tels les buralistes. De manière plus large tous les employés responsables des droits d'enregistrement et des domaines avaient été écartés du régime et n'y furent admis qu'à partir de 1787. Ce dispositif qui fait preuve d'un étonnant souci de protection et de justice sociale à une époque où la charité en tenait lieu. Ce dispositif, qui sera repris par les régies post révolutionnaires, est à mettre au crédit de la Compagnie.

## Procès des fermiers ou procès de la Ferme
Si le XVIIIe siècle ne connaît pas de grandes révoltes antifiscales comme sous les règnes de Louis XIII et Louis XIV, l'hostilité contre l'affermage de l'impôt s'affirme cependant tout au long du siècle. La multiplication des octrois et la présence de plus en plus importante des gabelous a pour effet une exaspération des milieux populaires qui s'exprime dans les cahiers de doléance rédigés avant les états généraux. Ils y sont décrits comme « les sangsues du peuple, une peste qui infecte le royaume, une vermine qui dévore la nation ». La Ferme générale est donc l'une des principales institutions de l'Ancien Régime qui fut le plus vivement critiquée pendant la Révolution. Les fermiers généraux en payèrent le prix sur l'échafaud : 28 d'entre eux furent guillotinés le 8 mai 1794. La question reste posée de savoir si ce procès visait des individus ou bien l'institution à laquelle ils appartenaient.

### Les fermiers généraux
Ce microcosme est en tout point comparable à la société du XVIIIe siècle, de la bourgeoisie aisée à la noblesse. Les quelques fermiers de basse extraction et sans fortune, sont des protégés de tel ou tel fermier qui, ayant perçu leurs capacités, avait favorisé leur carrière, d'abord dans les services de la Ferme puis permis leur admission dans la Compagnie. Les fermiers comportent autant d'érudits, de savants, mécènes, personnalités extravagantes ou dépensières jusqu'à l'insensé, d'hommes de bien que les autres groupes de la société.
Ils ne méritent ni pire, ni meilleur jugement que l’ensemble du corps social auquel ils appartiennent et encore moins une condamnation globale du fait de leur appartenance à la Ferme.
Jusque dans la liste des condamnés, il est facile de retrouver cette constante, un monde sépare les fastes de Jean Joseph de Laborde, des préoccupations du savant Lavoisier, ou de l'esthète Jean Benjamin de Laborde. Ni les uns, ni les autres n'ont de point commun avec Jean Jacques Marie Verdun, arrêté comme les autres fermiers, mais qu'une pétition signée du maire de Colombes, du curé, du juge, d'une centaine de chefs de famille et une manifestation de la population locale devant la Convention en raison de ses largesses et bienfaits envers les plus démunis et toute la communauté locale, arriveront à faire élargir avant le procès du 16 floréal.
Seul particularisme, mais il est de taille, ils sont les plus riches, avec les banquiers, de toutes les classes sociales et cette opulence, qu'un grand nombre affiche, parfois avec ostentation, leur sera fatale.
Ils n'étaient dans leur très grande majorité pas favorables à la révolution, à tout le moins à celle postérieure à l’Assemblée législative. Prudents, peu d'entre eux semblent avoir activement milité pour la chute de la république et le retour de la royauté. Un très petit nombre d'entre eux ont émigré, laissant à penser qu'ils ne se sentaient pas menacés par le nouveau régime.

### Le contexte historique

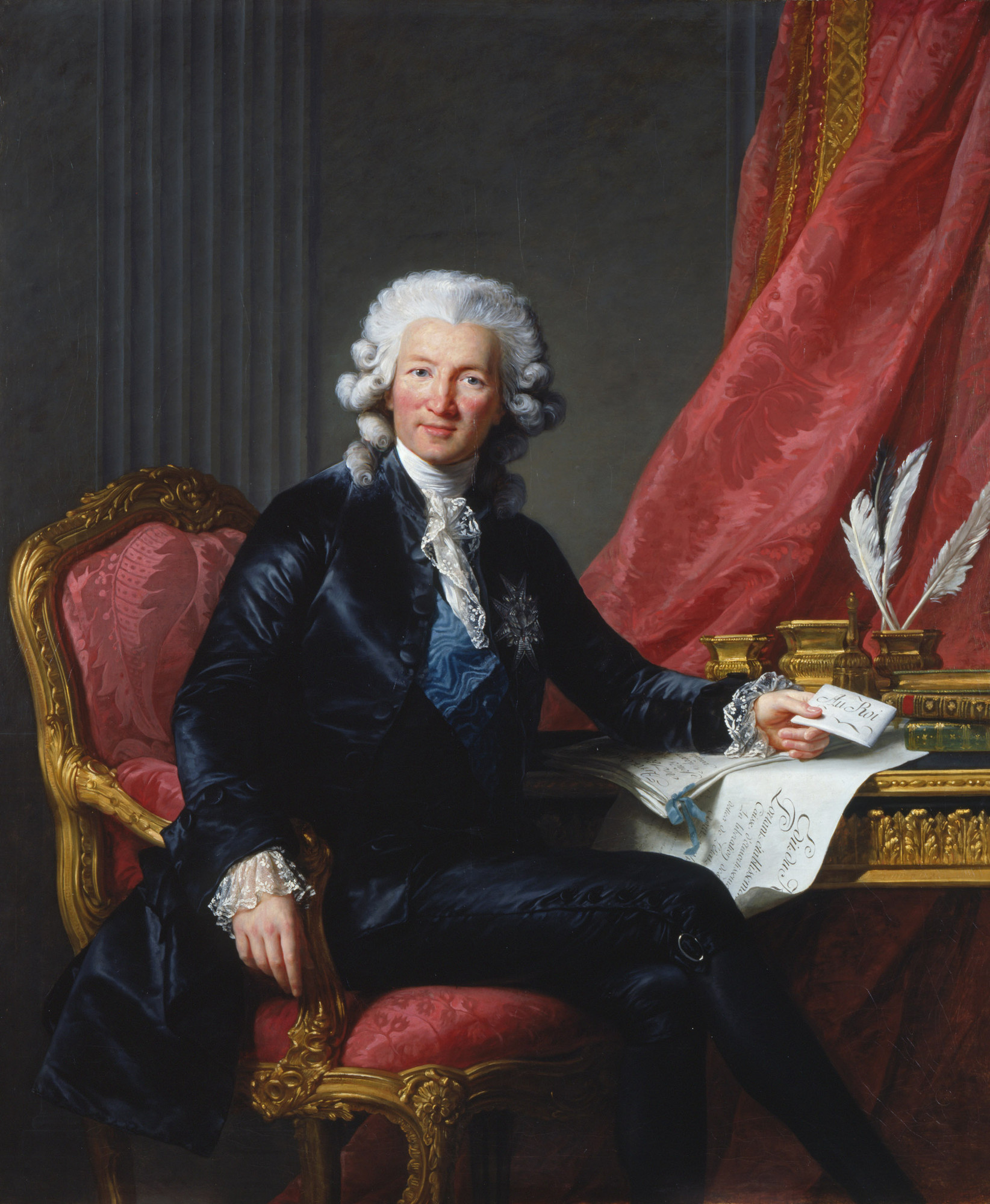
Charles-Alexandre de Calonne, Contrôleur général des Finances (1783-1787).

Les fermiers sont responsables d'un système fiscal particulièrement complexe, profondément injuste dans sa répartition, sans lien avec la situation financière et les facultés contributives des assujettis. Le territoire n'est pas fiscalement unifié, l'assiette de l’impôt varie selon les pays tant pour la gabelle que pour les aides, favorisant la fraude à tous les niveaux et impliquant un dispositif impressionnant de contrôle et de répression. Les fermiers n'étaient pas chargés de l'élaboration de la norme, mais de sa seule mise en œuvre. Ils ne peuvent être tenus responsables d'un dispositif dont l'ancienneté des dispositions tenait lieu de brevet d'efficacité.
Jusque vers le milieu du XVIIIe siècle, la royauté est relativement désarmée pour évaluer le prix des différentes catégories d'impôts qu'elle donne à bail. Elle n'a pas davantage de moyens de contrôler l'activité de la Ferme et l'exactitude des résultats qu'elle affiche. Les rentrées fiscales demeuraient aléatoires, les conséquences des guerres des dernières années du règne de Louis XIV, la période difficile de la Régence et la faillite de la Compagnie des Indes étaient encore dans l'esprit de tous les contrôleurs généraux des finances. Quand, en 1726, se met en place le bail unique de la Ferme Générale, il paraît légitime au pouvoir de laisser les fermiers percevoir une part substantielle des recettes fiscales en échange de la prise en charge des risques de la perception.
À partir des années 1750, d'une part la Ferme se structure, notamment au niveau de son administration centrale, tant au plan de ses effectifs, de leur formation et de leur encadrement, que de son fonctionnement interne. Les services locaux, eux-mêmes très hiérarchisés, sont mieux et étroitement encadrés, la centralisation comptable renforcée.
Parallèlement le Contrôle général des finances se renforce et se professionnalise. L'évaluation des baux devient plus précise et l'approche du risque change.
À partir du bail Henriet (1756), les choses s'accélèrent, d'un contrat de louage pur et simple, on passe à un contrat de louage avec participation aux bénéfices et à partir des années 1780, au moins pour les Régies des Aides et des Domaines à un contrat de louage assorti d'une rémunération fixe et d'un partage des recettes. La Compagnie a accepté ces évolutions qui s'accompagnaient à chaque négociation pour le renouvellement du bail de prébendes diverses, versées à tous les niveaux, auxquelles elle ne voulait, ni ne pouvait, s'opposer mais dont elle s'attachait à minimiser les effets dans le cadre de la négociation sur le prix. Dans le climat de corruption qui régnait dans les dernières années du règne de Louis XV, les fermiers ne pouvaient pas se dispenser de recourir à de telles pratiques.
Il faut attendre les années 1780, pour que croupes, pensions et autres pots-de-vin disparaissent sous l'impulsion de Calonne puis surtout de Necker.

### La Compagnie des Fermes

#### Une efficacité reconnue
Elle devient progressivement une organisation d'une redoutable efficacité.
Sur le plan organisationnel, elle avait posé au moment de sa disparition toutes les règles de fonctionnement des services, tant centraux que locaux, sur lesquelles s'appuieront l'ensemble des services de gestion de l'impôt. Ce constat est particulièrement vrai pour la Direction de l'enregistrement. Elle met en place une extrême centralisation, qui fait remonter la moindre chose à l'échelon central, les archives conservent des exemples nombreux concernant aussi bien la moralité des commis, l'activité des surnuméraires, que des erreurs de perceptions ou des débets dans des postes comptables dont les recettes étaient insignifiantes. La compagnie avait substitué à l’absence de moyens techniques de l'époque, une organisation hiérarchisée quasi militaire avec un contrôle exigeant de chaque niveau d'intervention. Ce schéma perdurera durant tout le XIXe siècle dans l'ensemble des administrations financières.
Ce système imposait une présence constante des fermiers et on peut leur faire grâce du procès en fainéantise dont ils ont parfois été accusés. Si un nombre réduit d'entre eux, souvent imposés par l'extérieur, n'avaient qu'une activité réduite, la plupart, comme le montre la répartition de leurs départements et le fonctionnement des comités, étaient nécessairement régulièrement très présents.
Sur le plan de la réglementation, le corpus de règles qu'elle fixe pour l'assiette des droits indirects, les droits de douane et de contrôle des actes, lui survivront très longtemps. Sur ce terrain, quelle meilleure caution que celle de Joseph Caillaux, qui porte sur l'organisation un jugement sans nuances « au contraire la ferme générale a organisé avec une science parfaite l’administration des impôts indirects, Elle a formé un remarquable corps d'agents familiers avec toutes les questions que posent l'assiette et la perception de ces taxes.Ce sont "les échappés de la ferme générale", selon l'heureuse expression de Dupont de Nemours, qui peuplent les bureaux ».
On peut en dire de même pour les droits d'enregistrement et d’hypothèques, les services qui géraient cette partie de la fiscalité utilisaient encore en 1948, les termes « forcement », « surnuméraires », « garde-magasin », « sommier des découvertes », « consignations » dans leurs acceptions du XVIIIe siècle.

#### Un aveuglement coupable

##### Le fonctionnement des brigades
L'assiette et le contrôle des gabelles, des Aides et des Traites ne pouvaient reposer que sur l'intervention des brigades. Elles disposaient d'un pouvoir sans contrôle de saisies, perquisitions, usage des armes à feu, etc. Les incidents étaient nombreux.
Les brigadiers des compagnies de gabelles sont mal payés peu ou pas instruits, « La vigilance des supérieurs s'épuise en vain pour les contenir dans le devoir… D'ailleurs des malheureux gardes, tirés de la dernière classe du peuple peuvent-ils avoir la délicatesse et les scrupules que donnent une âme élevée » ils sont souvent brutaux et excessifs dans l'exercice de leurs missions. Un officier, bon ou mauvais supérieur, pour 60 hommes en moyenne, soit 7 à 8 brigades, ne permet vraisemblablement pas un encadrement de nature à éviter les excès. D'autant que les employés de la Ferme disposaient de pouvoirs exorbitants, ils exerçaient, hors de toute garantie, un droit arbitraire et quasiment illimité en matière de perquisition et de saisie. Les brigades usaient largement de leur droit de faire feu, les contrevenants, contrebandiers et autres fraudeurs, relevaient d'un régime juridictionnel spécial, dont les sentences étaient particulièrement sévères. En 1783, plus de deux cents condamnations aux galères furent prononcées. C'est à ces compagnies qu'est associé le terme de gabelous et l'image la plus négative de la Ferme auprès de ses assujettis.
Si rigoureuse avec les responsables de ses greniers, manufactures et comptables, l'administration de la Ferme ne paraît pas s’être beaucoup interrogée sur le fonctionnement de ses brigades. Si l'on prend, à titre d'exemple, le compte rendu de l'inspection de M. de Caze en Bourgogne montre bien qu'il ne s’intéresse dans son rapport qu'au fonctionnement des brigades, leur positionnement, les résultats des saisies.
Ce n'est pas pour autant qu'il méconnaît cette problématique et lors de son arrivée à Louhans, il visite la prison de la Ferme, y trouve 17 prisonniers « tous misérables » et fait relâcher 5 des 6 femmes car malades ou chargées de famille. Il relate le fait dans son rapport, mais il n'est pas de nature à l'amener à une réflexion ou des propositions sur l'application de la règle par les brigades et ses conséquences sociales.
Ce comportement n'est pas une exception, il apparaît que la Ferme, quand bien même le comportement de ses brigades était au cœur des critiques envers l'institution, a privilégié l'efficacité à l'application mesurée des pouvoirs détenus par des hommes mal encadrés, mais aussi mal payés et mal instruits y compris des règles dont ils avaient la charge.

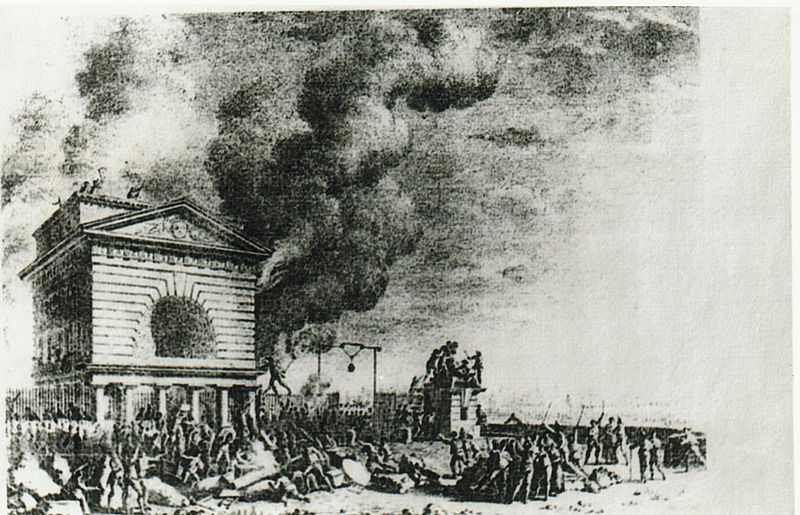
Incendie des barrières lors de la révolution

##### Le Mur des fermiers généraux et la réforme des entrées de Paris
Depuis 1780, la Ferme a perdu les Aides et ne conserve que les entrées de Paris. Elle va rechercher à rentabiliser au maximum cette source de rentrées. Il est raisonnable de s'interroger sur l'opportunité politique en 1784 de ceinturer Paris et colmater au maximum les brèches réglementaires facilitant l'entrée sur la capitale de denrées vendues, certes en fraude, mais à plus bas prix. Lavoisier et donc la Ferme est à l'origine de ces réformes qui vont grandement mécontenter toutes les classes d'une capitale déjà bouillonnante.
Cet épisode est une bonne illustration de cet aveuglement de la Compagnie, qui ne pouvait méconnaître les lourds risques que faisait peser le système sur ceux qui en avaient la conduite. Soucieuse d'une rentabilité immédiate, la Ferme s'est attachée, avec succès, à en porter l'efficacité à son degré maximum et a, en même temps, contribué à causer sa propre perte.

##### Les débats fiscaux duXVIIIesiècle
C'est sans doute pour les mêmes raisons, que même tardivement, la Ferme ne semble pas s'être intéressée aux débats fiscaux de la fin du XVIIIe. Bien avant la Révolution, les encyclopédistes et les physiocrates avaient vigoureusement critiqué les abus, les incohérences dans l'application des droits de contrôle.
En 1760, Mirabeau publie sa Théorie de l'impôt, il demande la suppression des impôts indirects. C'est le cœur des attributions de la Ferme qui est visé. « l'intervention et la fatale vigilance des Fermiers fait-elle accroître les produits ?… les fermiers amènent-ils le Commerce ? Ce sont au contraire ses pires ennemis… S'ils découvrent un filet de commerce, ils ne tendent qu' à asseoir dessus un droit de péage, qu' à l'arrêter par cent formalités insidieuses. [devant la Ferme] tout s'agite, tout s'écarte, tout fuit, tout se cache ». Ce réquisitoire ne laisse aucune place à la Ferme et c'est « une erreur énorme d'interposer une autorité ou une agence quelconque entre la contribution des Sujets et la recette du Souverain ».

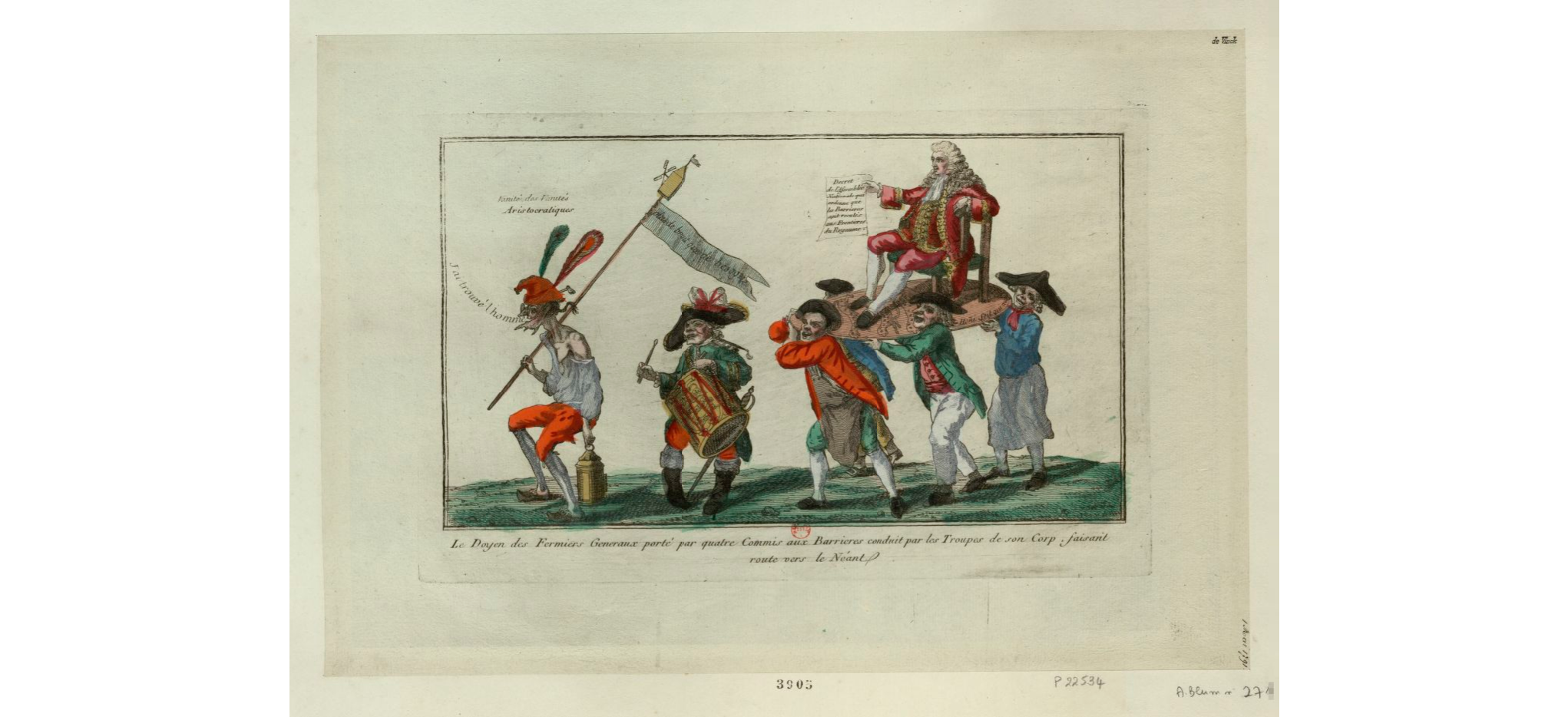
Le Doyen des Fermiers généraux en route vers le Néant

En 1765 , une brochure anonyme avait porté de sévères jugements sur la Ferme en général, l'ensemble des impôts qu'elle gérait, tant le cœur de ses attributions que les Aides et les droits domaniaux :
« Ce n'était pas assez d'avoir établi l'inquisition la plus odieuse dans les maisons des Citoyens ;… d'avoir puni comme fraude la forte consommation que l'on devait encourager ; enfin d'avoir puni les hommes sans les avoir convaincus: il ne restait plus aux Financiers qu'à laisser leurs commis maîtres absolus du sort de ces mêmes citoyens, qu'ils supposent, quand bon leur semble, en telle espèce de fraude qu'ils jugent à propos » ; et quelques pages plus loin « Tous les pactes de famille, toutes les sortes de conventions innombrables, qui se font entre les hommes paient des droits immenses… Les actes qui constituent les propriétés des Citoyens,&, ce qui est bien plus terrible encore, ceux qui constituent leur état et leur honneur, sont livrés à l'avide curiosité des Traitans, qui les tournent sous tous les sens pour découvrir celui qui les rendra susceptibles des plus grands droits, & qui souvent n'a pas été celui des contractants ».
Dans les années 1780, les critiques s'accumulent. Guillaume-François Le Trosne, cite un rapport de la Cour des Aides qui dans une adresse au roi en 1775 écrivait au sujet de la gabelle « L'impôt l'a porté à 25 fois au-dessus de sa valeur de première main…, il a réduit la consommation intérieure au plus étroit nécessaire, il a privé la culture d'un engrais pour les terres & d'un préservatif nécessaire aux bestiaux,… il a jeté dans la désobéissance un nombre considérable de vos sujets,… il vous force pour réprimer des contraventions continuelles à avoir le bras toujours levé sur vos sujets & à décerner des peines destinées aux crimes… contre des délits… Cet impôt vous donne 45 millions mais il produit la misère publique » et plus loin sur lois des Domaines « qui portent sur tous les actes passés entre les citoyens et s'arbitrent suivant la fantaisie du Préposé, qui sont établies sur des lois si obscures et si incomplètes, que celui qui paie ne peut jamais savoir ce qu'il doit, que souvent le fermier ne le sait pas mieux, et qu'il est Législateur souverain dans des matières qui sont l'objet de son intérêt personnel,[sont] des abus intolérables ». Il propose une solution il faut supprimer la Ferme radicalement et non par degrès et il existe un moyen de lever tous les obstacles c'est « de faire concourir la Nation à la réforme et de gagner l'opinion publique en exposant avec franchise et exactitude tout ce que coûte aujourd'hui la Ferme directement et indirectement et tout ce que la nation gagnera à sa suppression ».
En 1783, dès sa prise de fonction Calonne révèle les grandes lignes de son plan de réformes dans son discours devant la Chambre des comptes, où il se rend escorté par des maîtres des requêtes, des intendants des finances et des députations des fermiers généraux, le 13 novembre 1783 : « Ce sera pour moi le plus parfait bonheur si, aussitôt après avoir franchi l’espace laborieux qu’il faut parcourir pour l’acquittement des dettes de la guerre, je puis parvenir à l’exécution d’un plan d’amélioration qui fondé sur la constitution même de la monarchie, en embrasse toutes les parties sans en ébranler aucune, régénère les ressources plutôt que de les pressurer, éloigne à jamais l’idée de ces remèdes empiriques et violents dont il ne faut même pas rappeler le souvenir, et fasse trouver le vrai secret d’alléger les impôts dans l’égalité proportionnelle de leur répartition, aussi que dans la simplification de leur recouvrement. » C'était un vibrant appel à la réforme fiscale.

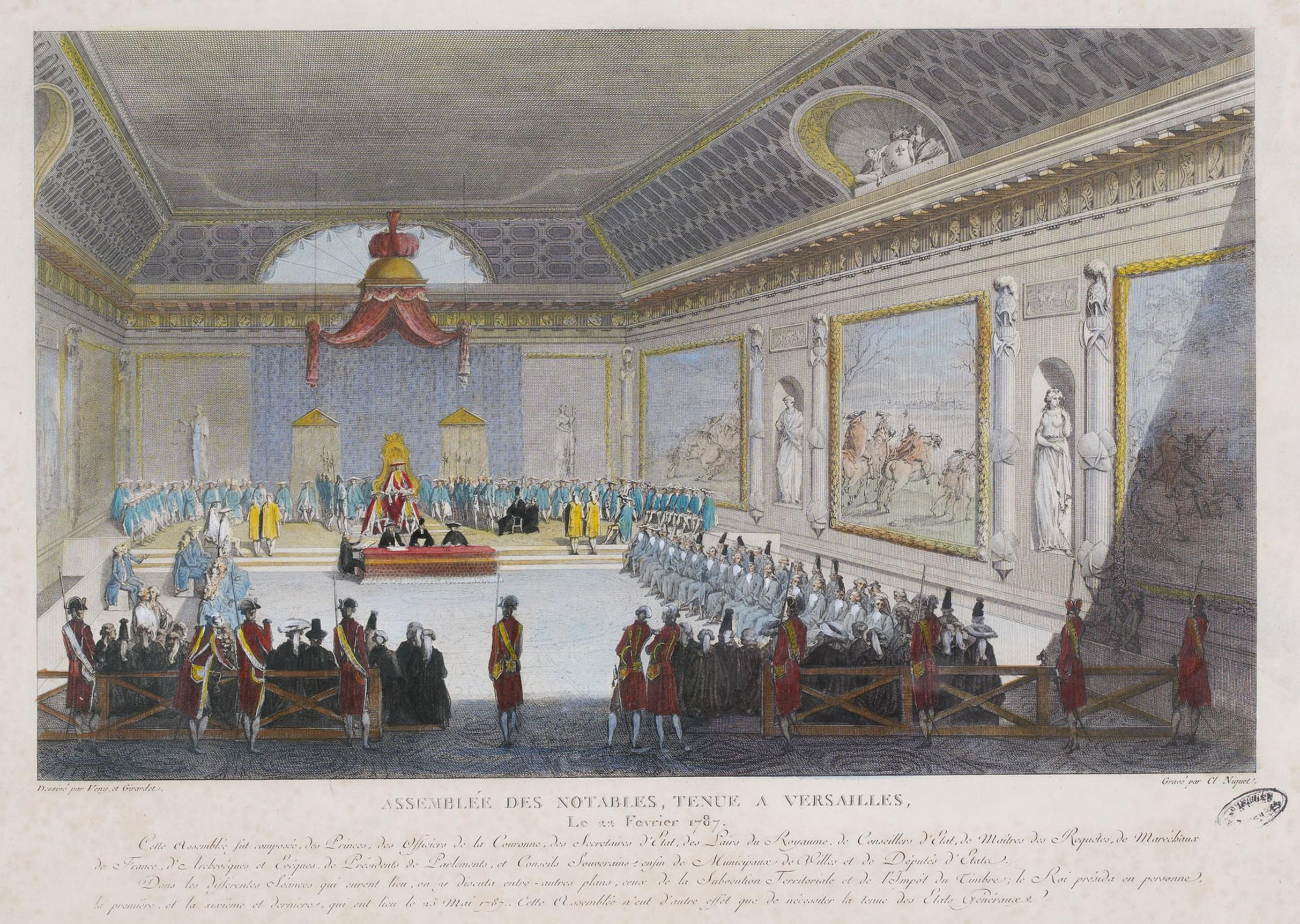
Assemblée des Notables de 1787.

L'assemblée des notables réunie en 1787 condamne la gabelle, « la gabelle est jugée. Son régime est décidé de nature si défectueuse qu'il n'est pas susceptible de réforme ».
Pour autant, Lavoisier, esprit curieux, qui s’intéressait aux sujets les plus divers particulièrement dans le domaine financier où il a joué un rôle important jusqu'en 1791, non seulement n'a laissé aucun écrit sur le système fiscal de l'époque et ses perspectives d'évolutions souhaitables, mais encore a été à l’initiative de mesures, certes efficaces sur le maintien de l'existant, mais fortement impopulaires.
Il est vrai que la violence des critiques ne laissait plus de place aux fermiers dans le nouveau système fiscal, que le débat Ferme ou Régie ne leur était pas favorable et qu'ils avaient su faire chuter le Contrôleur Général des Finances qui en 1783 voulait transformer la ferme en régie, contribuer à mettre en échec les réformes de Calonne et de Loménie de Brienne et œuvrer au retour du pragmatique Necker qui leur était plus favorable.
La Compagnie n'avait pas compris qu'il fallait tout changer pour que rien ne bouge.